# Gonçalo Byrne
Gonçalo Nuno Pinheiro de Sousa Byrne GOSE • GOIH (Alcobaça, Alcobaça, 17 de janeiro de 1941) é um arquiteto português.

## Biografia
Gonçalo Byrne diplomou-se em Arquitetura na Escola Superior de Belas Artes de Lisboa em 1968.
Autor de uma vasta obra, várias vezes premiada a nível nacional e internacional, a sua produção tem mostrado particular relevo nos planos patrimonial e cultural. Do seu vasto currículo, constam dezenas de obras, em Portugal e no estrangeiro, incluindo habitação, renovação urbana, equipamentos urbanos, laboratórios e universidades.
Professor catedrático, convidado em Portugal e no estrangeiro, recebeu em 2005 o Doutoramento Honoris Causa pela Faculdade de Arquitetura da Universidade Técnica de Lisboa.
A 26 de Junho de 2020 foi eleito presidente da Ordem dos Arquitetos, com 40% dos votos, num dos atos eleitorais mais participados de sempre, com um acréscimo de votantes de 59%, face às eleições anteriores.

## Percurso
Da sua obra, diversificada em termos de escala, de tema e de programa, destacam-se como exemplo a recente intervenção no Palácio de Estoi no Algarve, no antigo Hospital de São Teotónio em Viseu e no Mosteiro de Alcobaça e área envolvente, o edifício da Sede do Governo da Província de Vlaams-Brabant em Lovaina, Bélgica, a Torre de Controle de Tráfego Marítimo da APL em Lisboa, Quarteirão da Império no Chiado, Teatro das Figuras em Faro no Algarve e o Museu Nacional Machado de Castro em Coimbra.
Na área do planeamento urbano realiza, entre outros, os Planos de Pormenor para a área envolvente ao Palácio Nacional da Ajuda em Lisboa, para a Alta Universitária em Coimbra e, mais recentemente, para a cidade de Argel, na Argélia e o Projeto de Requalificação Urbanística de São Martinho do Porto, em Alcobaça.
Desenvolve atualmente projetos significativos tais como o Complexo Imobiliário Estoril-Sol, o Complexo Imobiliário “Jade” em Lisboa, o Novo Laboratório Central da Epal, diversas moradias no Resort Bom Sucesso em Óbidos e mais recentemente o Novo Edifício de Laboratórios da Novartis, em Siena, Itália.
Exposições em Abrantes, Bruxelas, Buenos Aires, Catania, Coimbra, Como, Corunha, Lisboa, Liubliana, Lucca, Messina, Milão, Nova Iorque, Pádua, Pamplona, Paris, Porto, Rio de Janeiro, Rosário, San Marino, São Paulo, Trevi, Veneza e Vicenza.

## Obras mais relevantes

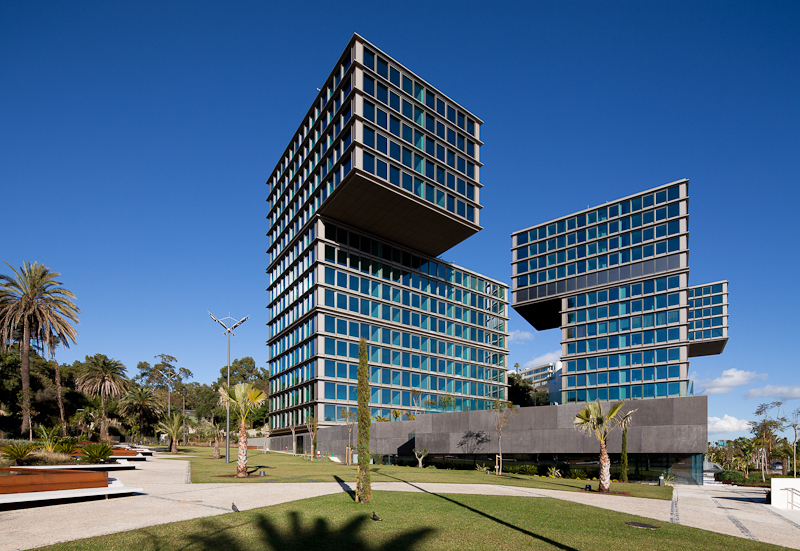
Estoril Sol Residence, Estoril, de Gonçalo Byrne

- 2018 - Requalificação do Largo da Igreja da Memória (Menção Honrosa do Prémio Valmor de 2018, atribuído em 2024)[1]
- 2014 - Museu do Dinheiro, Lisboa (Prémio Valmor de 2014)
- 2013 -  Teatro Thalia, Lisboa, com Patrícia Barbas e Diogo Lopes
- 2012 - Requalificação da Sede do Banco de Portugal, com Falcão de Campos
- 2012 - Pousada de Cascais, Cascais
- 2011 - Complexo Imobiliário Estoril-Sol,[2] Cascais
- 2011 - Casa nel Parco, Jesolo, Veneza, Itália
- 2010 - Museu Nacional Machado de Castro, Coimbra
- 2009 - Banco Mais, Lisboa (Prémio Valmor 2009)
- 2009 - Planos de Pormenor para Cava de Viriato, Viseu
- 2009 - Reconversão do Palácio de Estoi em Pousada, Algarve
- 2008 - Projecto de Requalificação Urbanística de São Martinho do Porto, Alcobaça (incl. Elevador do Outeiro), com Falcão de Campos
- 2008 - Reconversão do antigo Hospital de São Teotónio em Pousada, Viseu
- 2007 - Edifício CTT, Liberdade Street Fashion, Braga
- 2006 - Mosteiro de Alcobaça e área envolvente, Alcobaça
- 2005 - Teatro das Figuras, em Faro no Algarve
- 2003 - Sede do Governo da Província de Vlaams-Brabant em Lovaina, Bélgica
- 2001 - Torre de Controle de Tráfego Marítimo da APL em Lisboa
- 2000 - Edifício C8: Departamento de Física e Química da Faculdade de Ciências da Universidade de Lisboa (Prémio Valmor 2000)
- 1998 - Reitoria da Universidade de Aveiro, Aveiro
- 1994 - Reconversão do quarteirão da Império no Chiado
- 1992 - Marina de Lagos
- 1992 - Banco Caixa Geral de Depósitos, Arraiolos
- 1990 - Instituto Superior de Economia e Gestão, Lisboa
- 1984 - Casa César Ferreira, Alcanena
- 1975 - Complexo Casal das Figueiras (Operação SAAL), Setúbal
- 1974 - Conjunto Residencial Pantera Cor-de-Rosa, Chelas, Lisboa

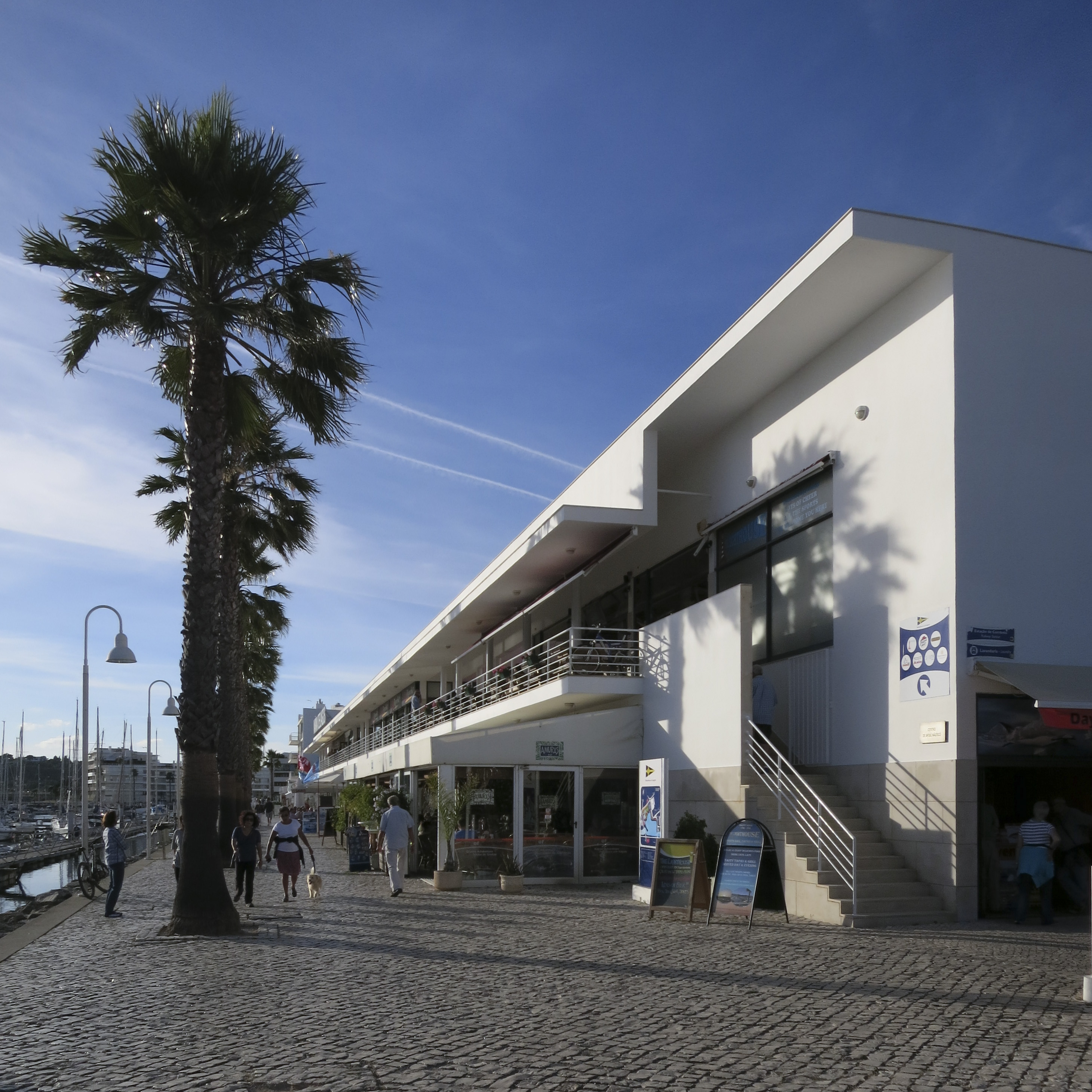
Edifício comercial, Marina de Lagos
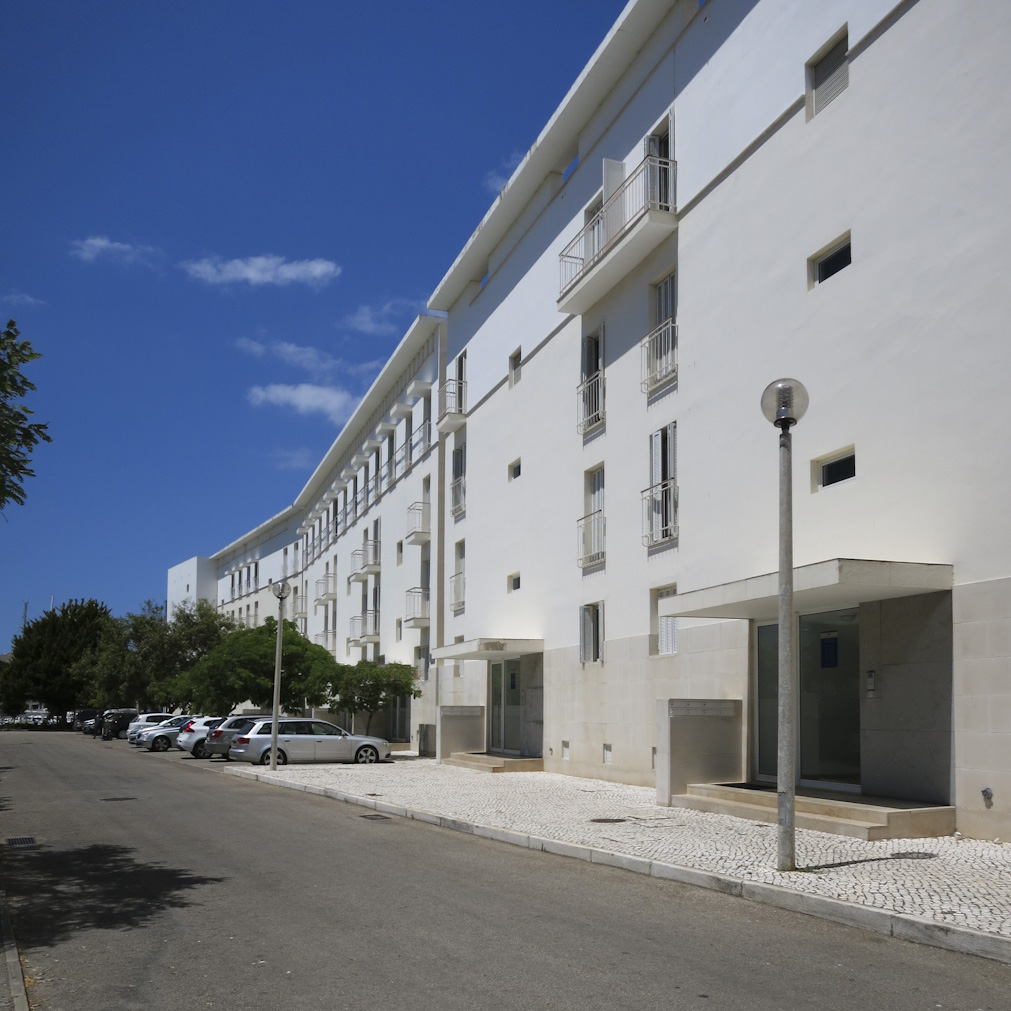
Edifício de habitação, Marina de Lagos
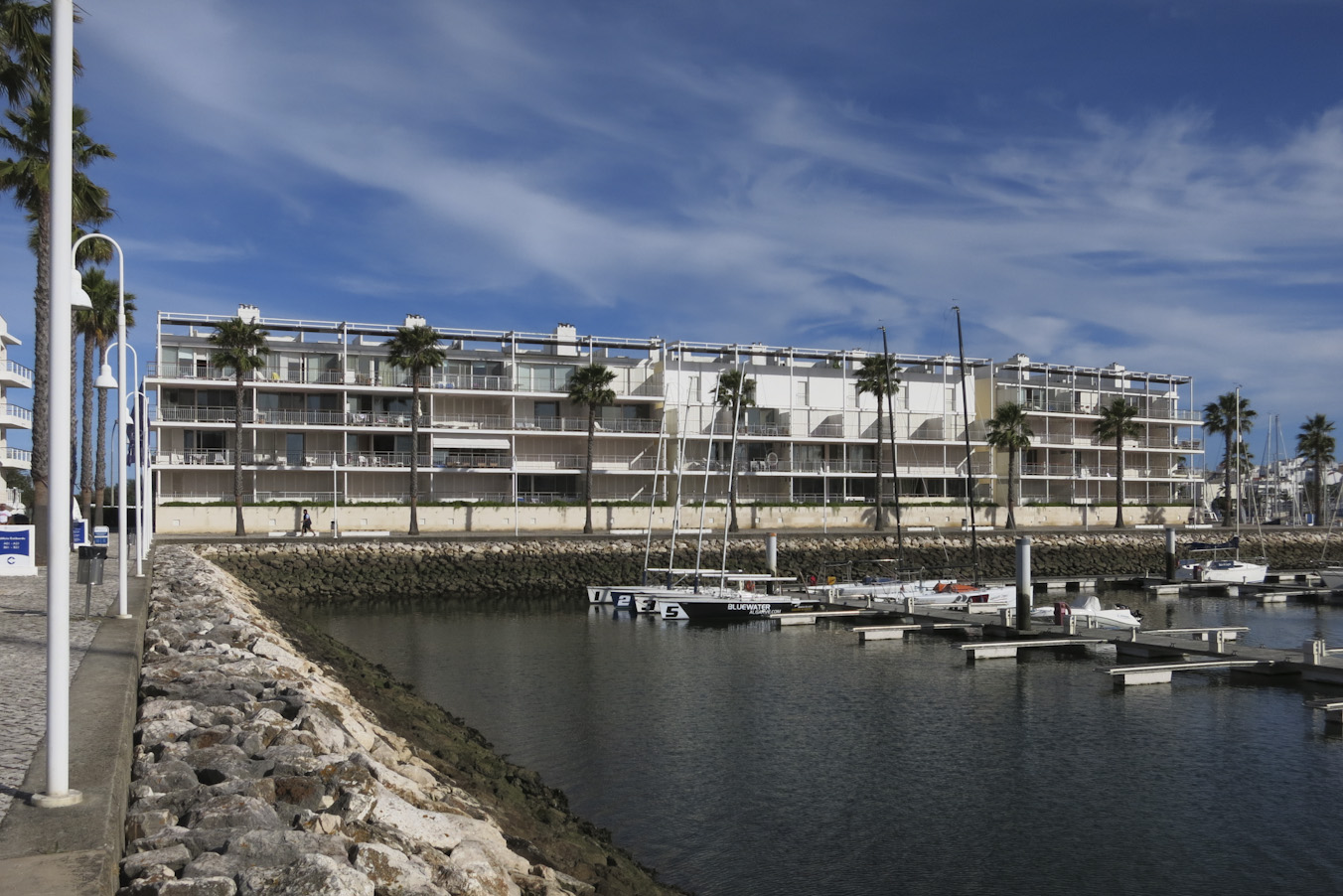
Edifício de habitação, Marina de Lagos
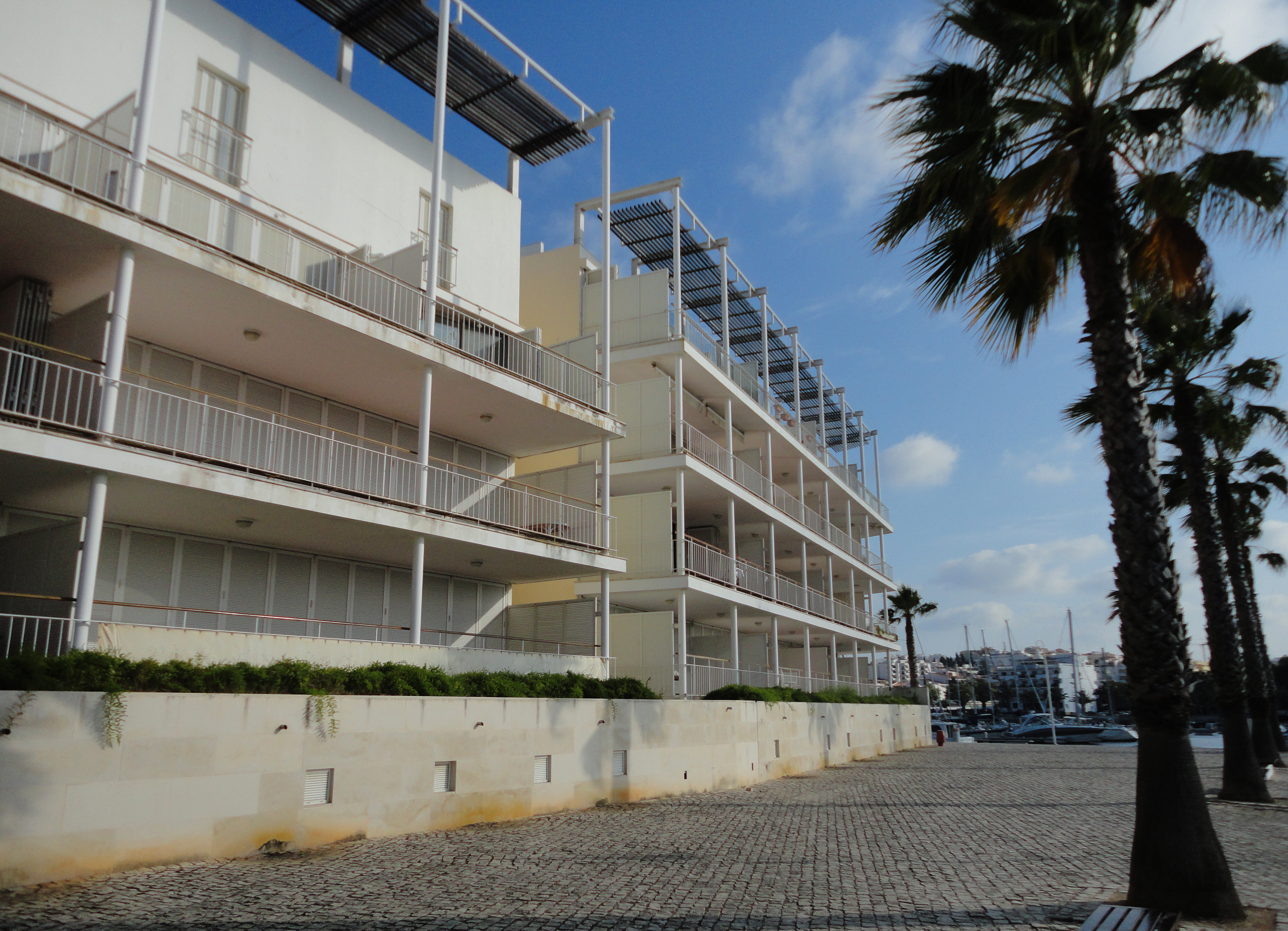
Edifício de habitação, Marina de Lagos
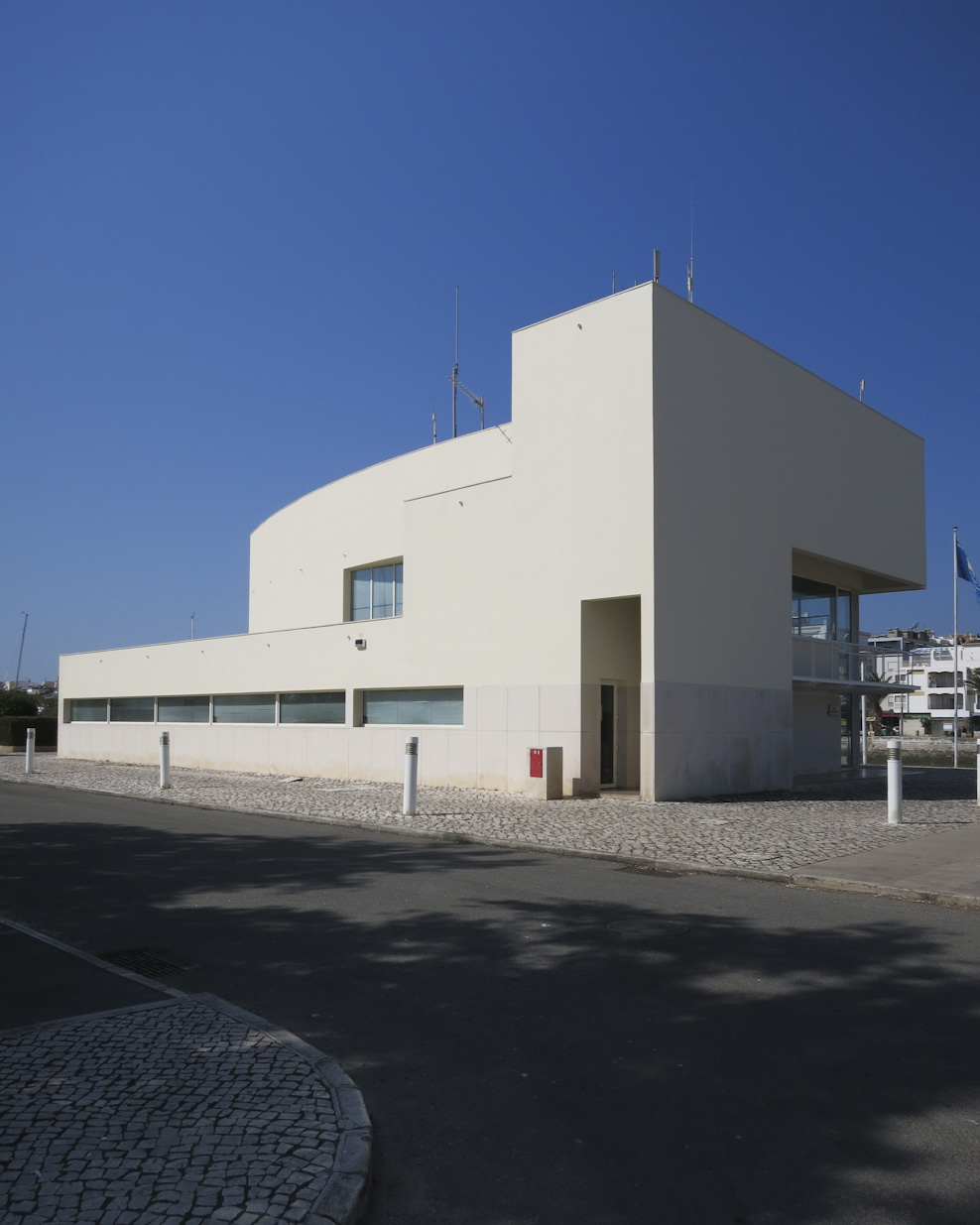
Edifício da Marina, Marina de Lagos
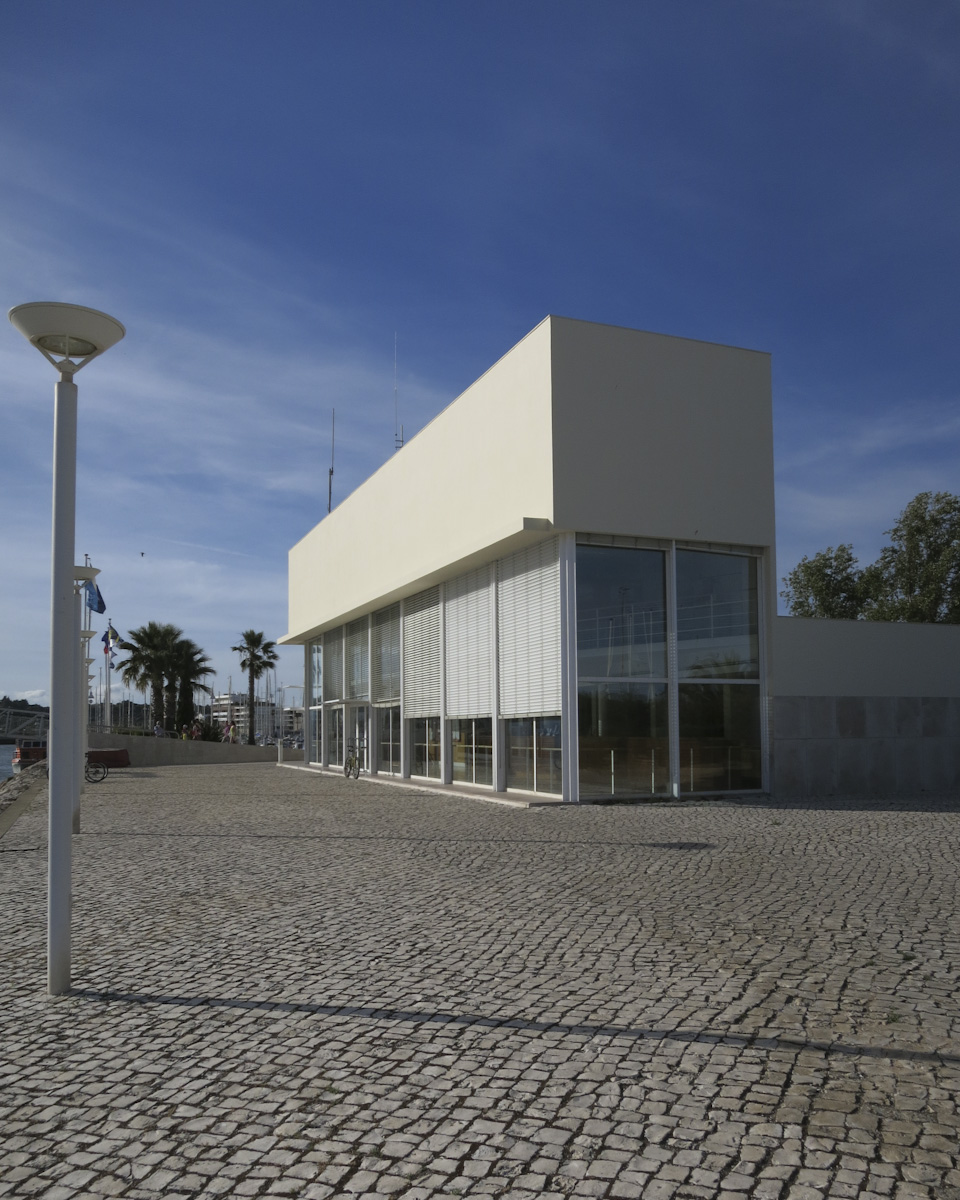
Edifício da Marina, Marina de Lagos
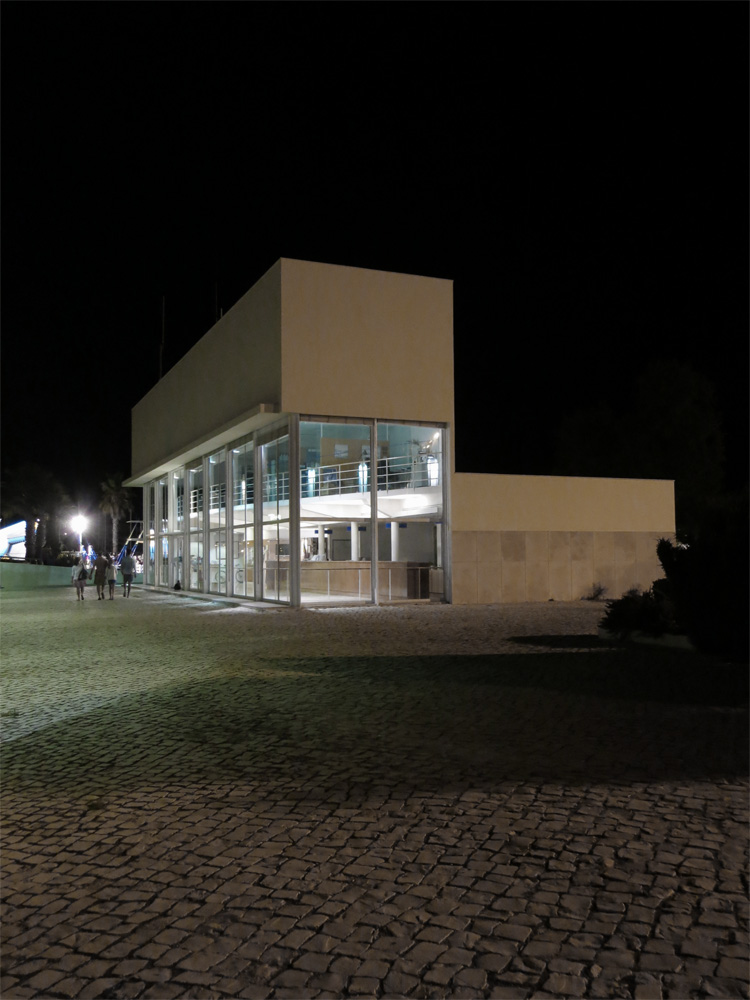
Edifício da Marina, Marina de Lagos
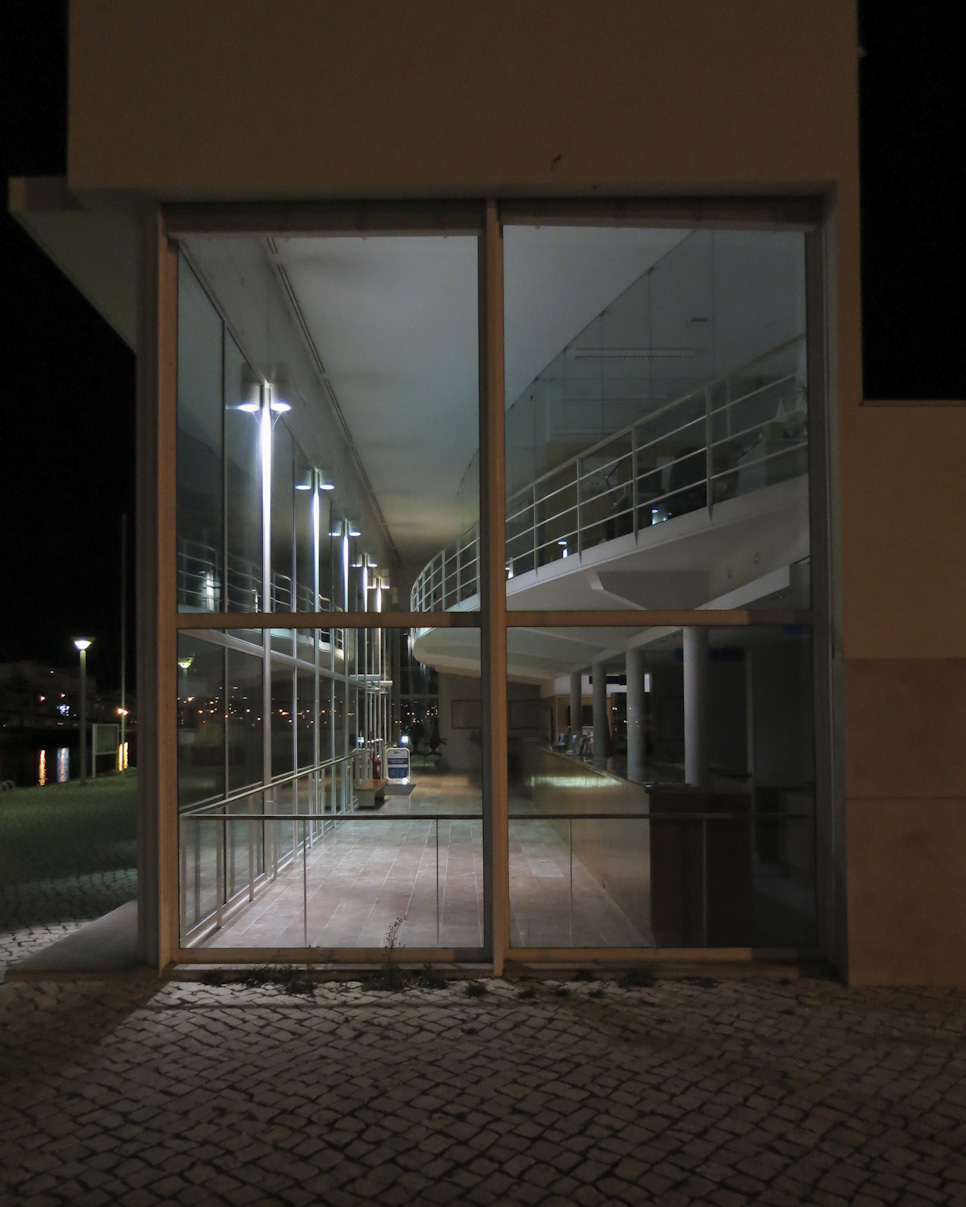
Edifício da Marina, Marina de Lagos
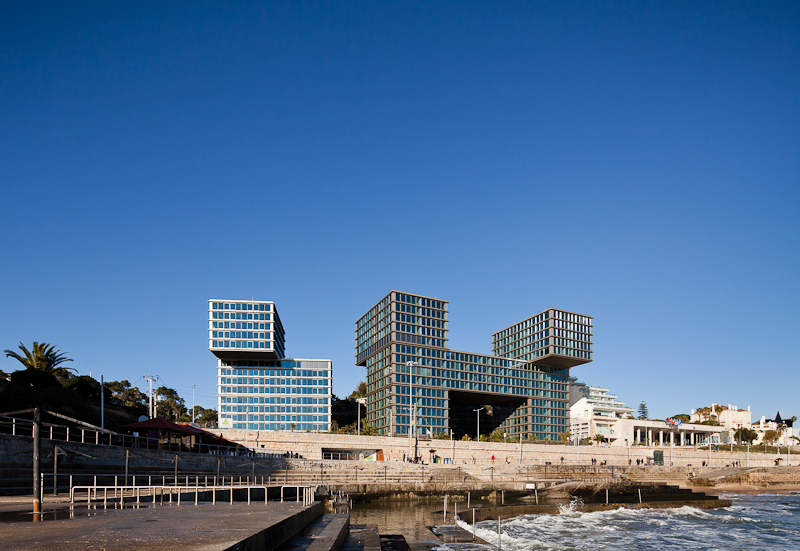
Estoril Sol Residence, Cascais
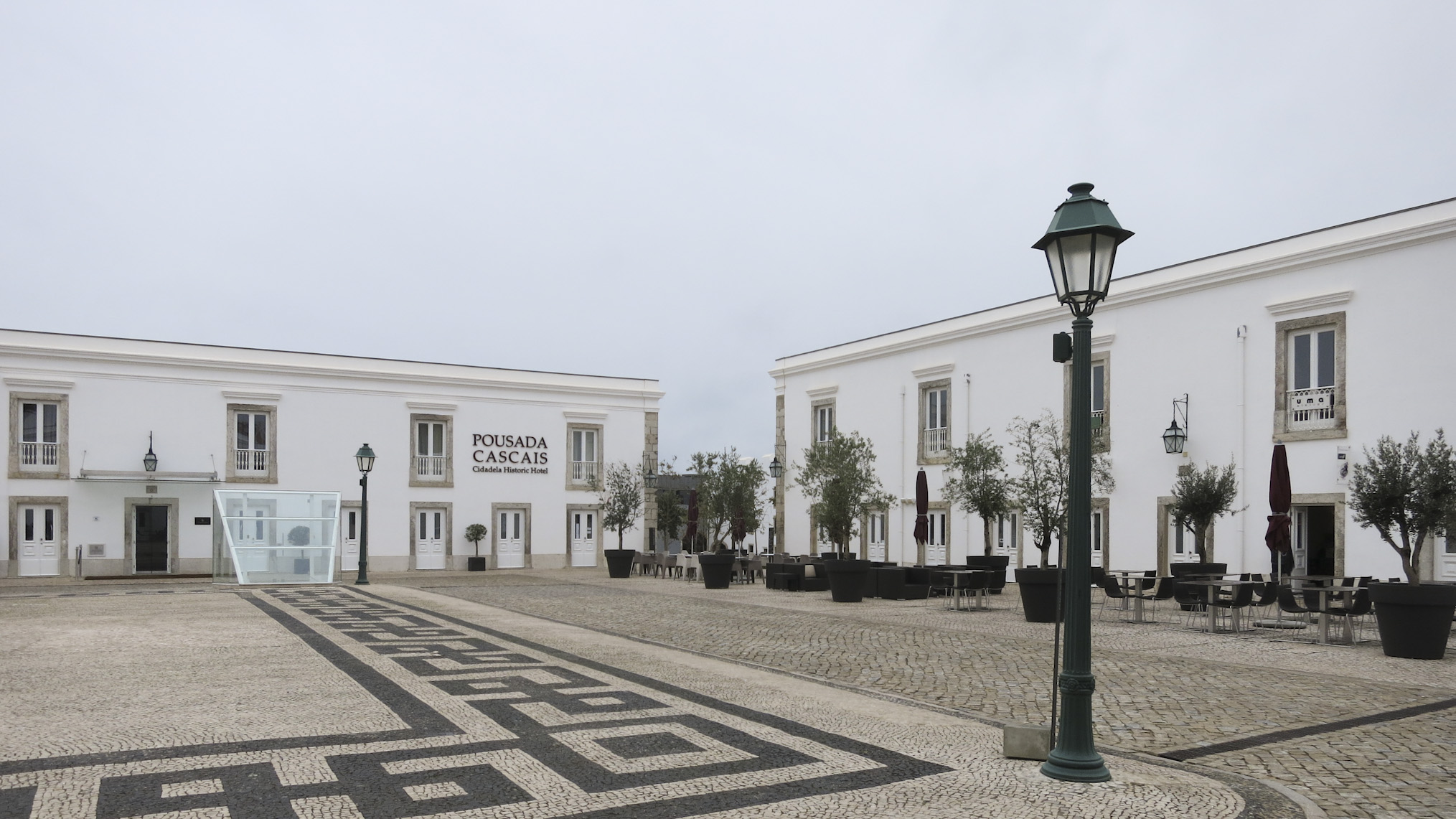
Pousada de Cascais, Cascais
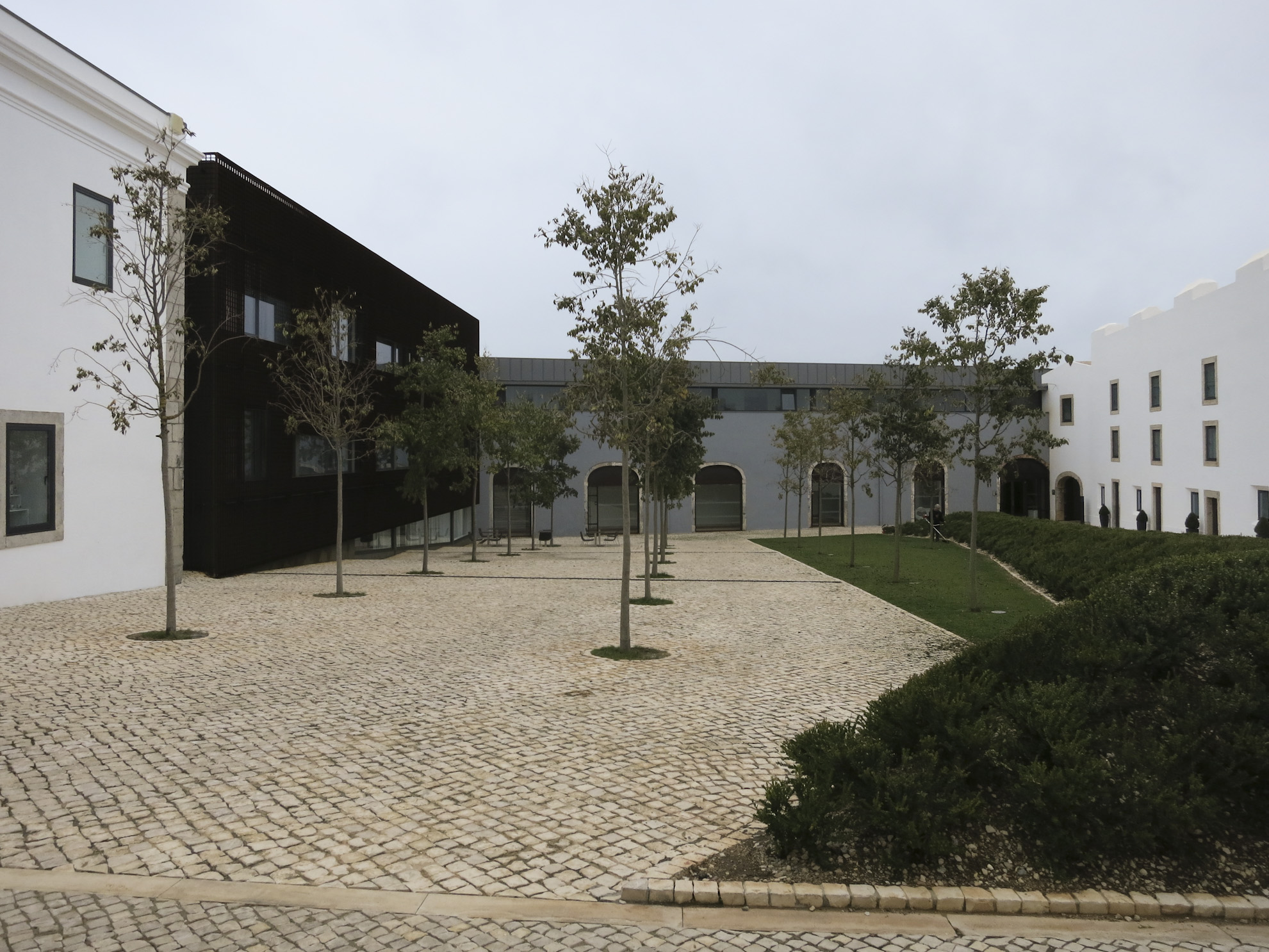
Pousada de Cascais, Cascais
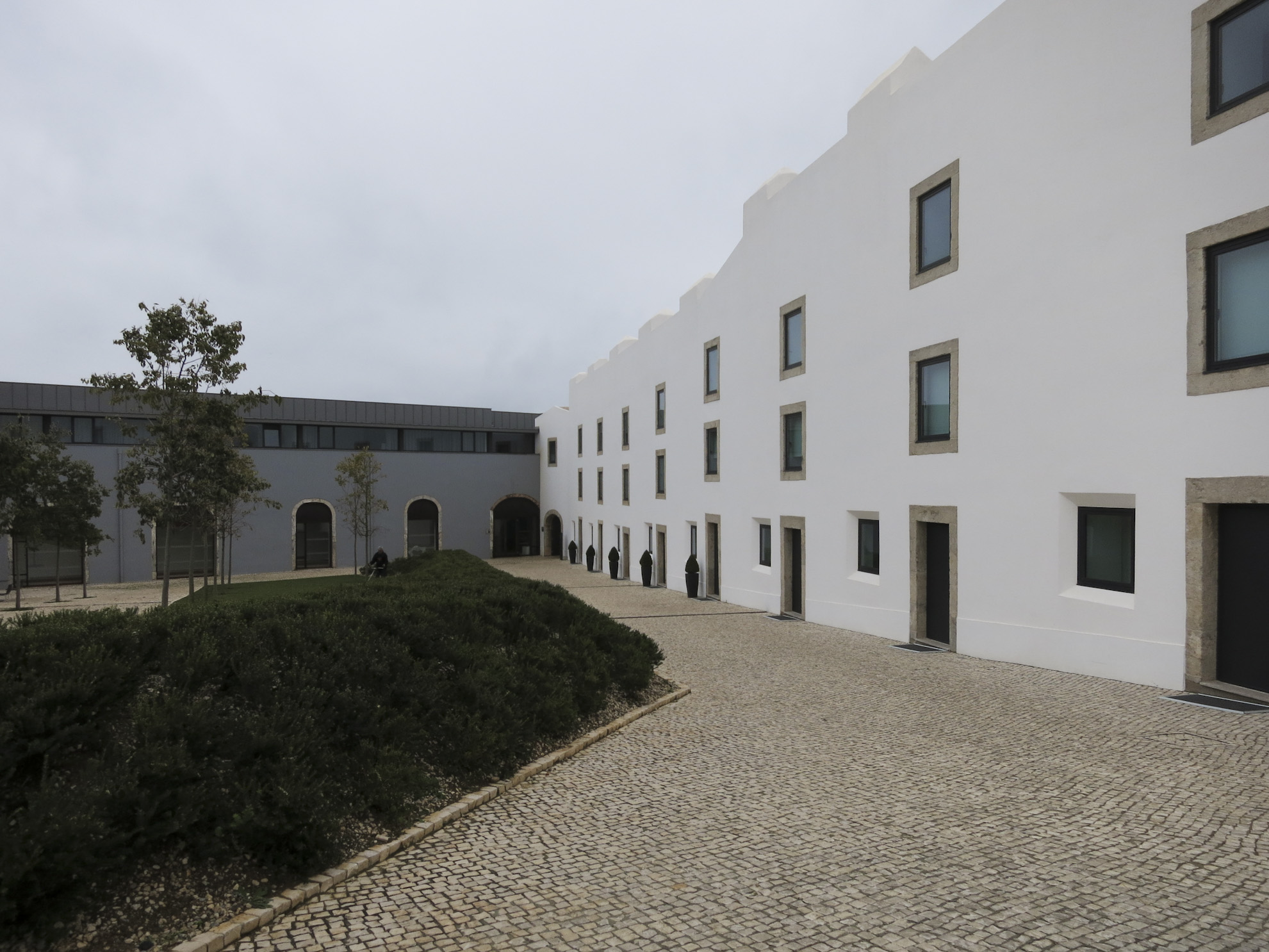
Pousada de Cascais, Cascais
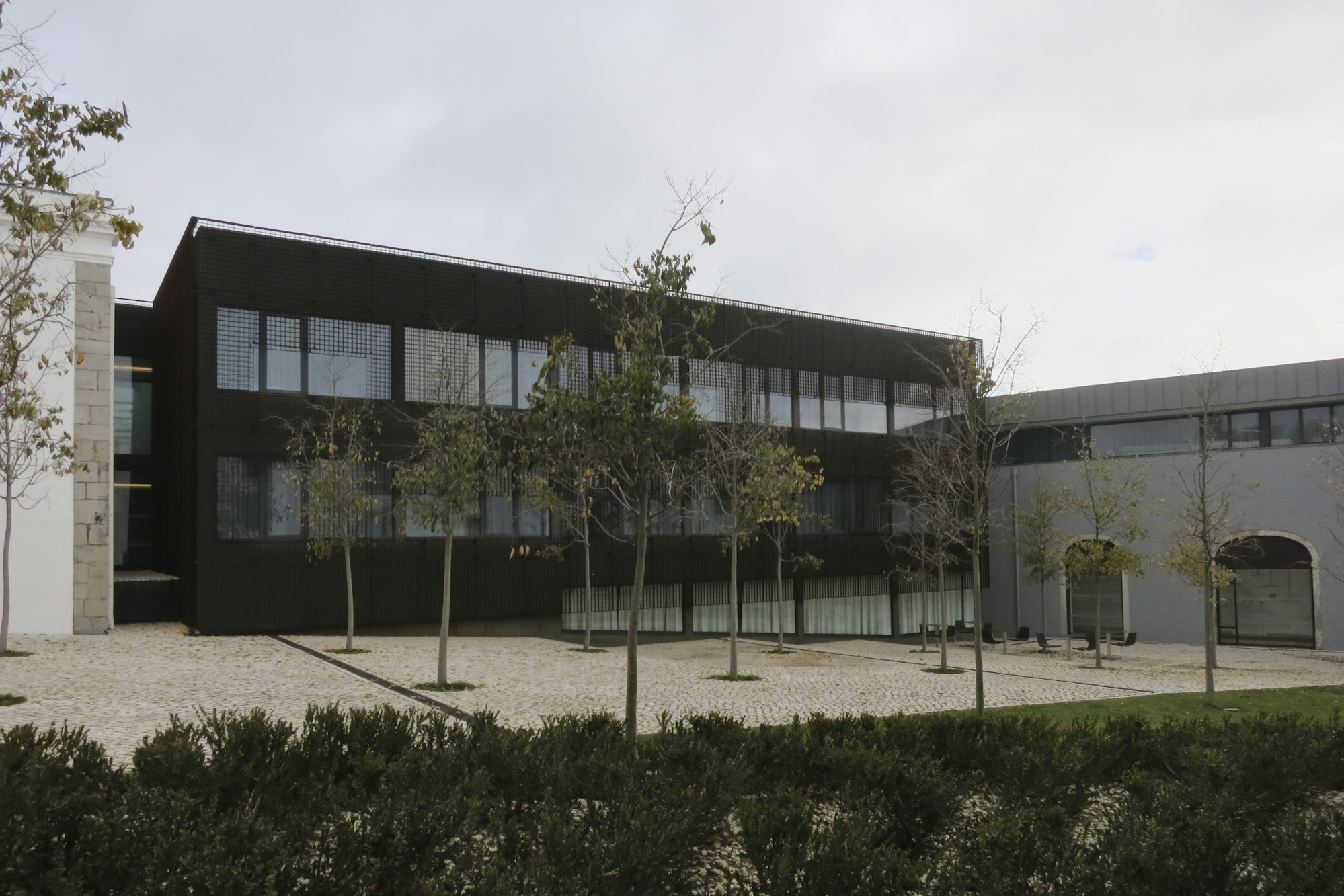
Pousada de Cascais, Cascais
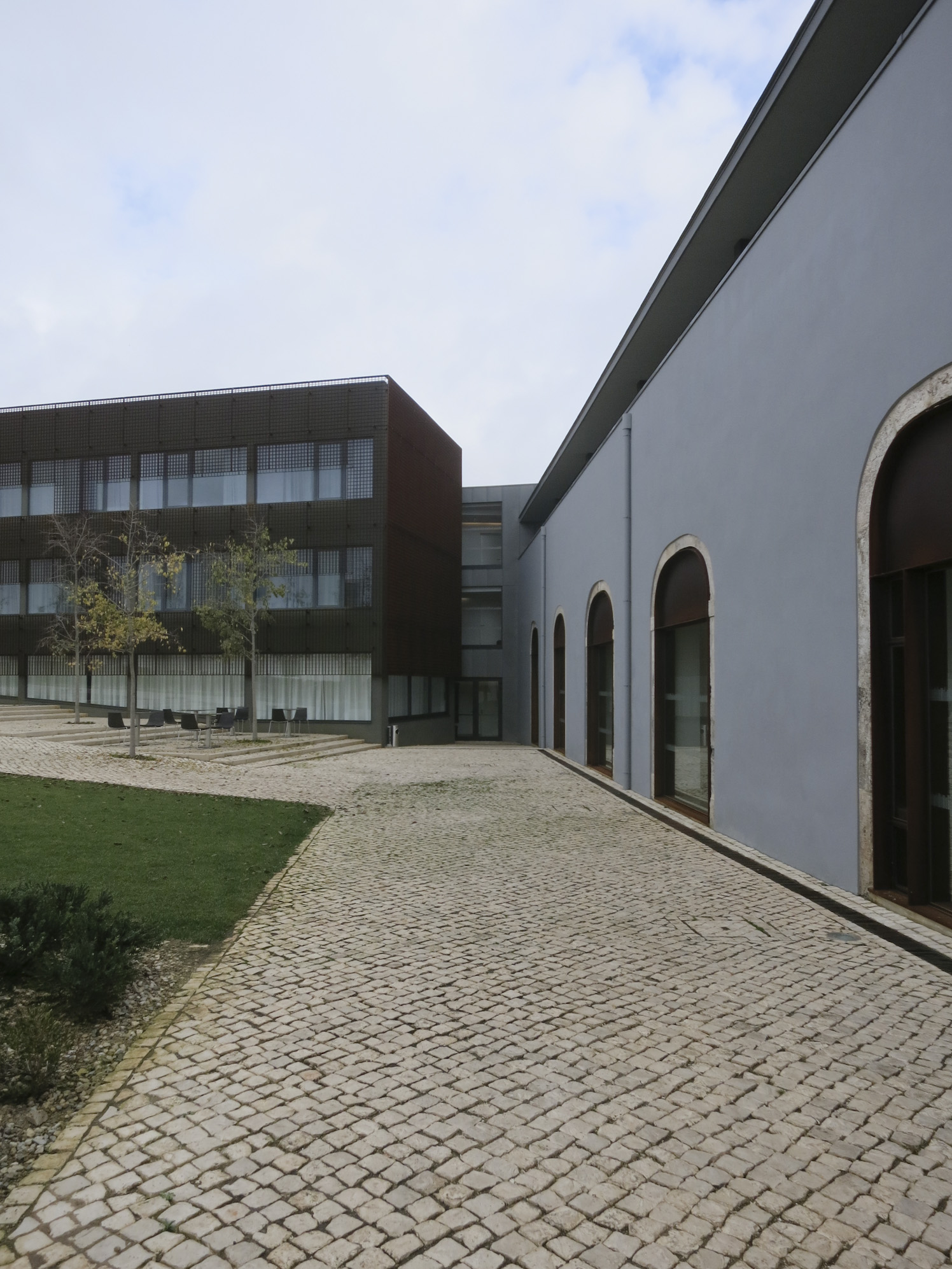
Pousada de Cascais, Cascais
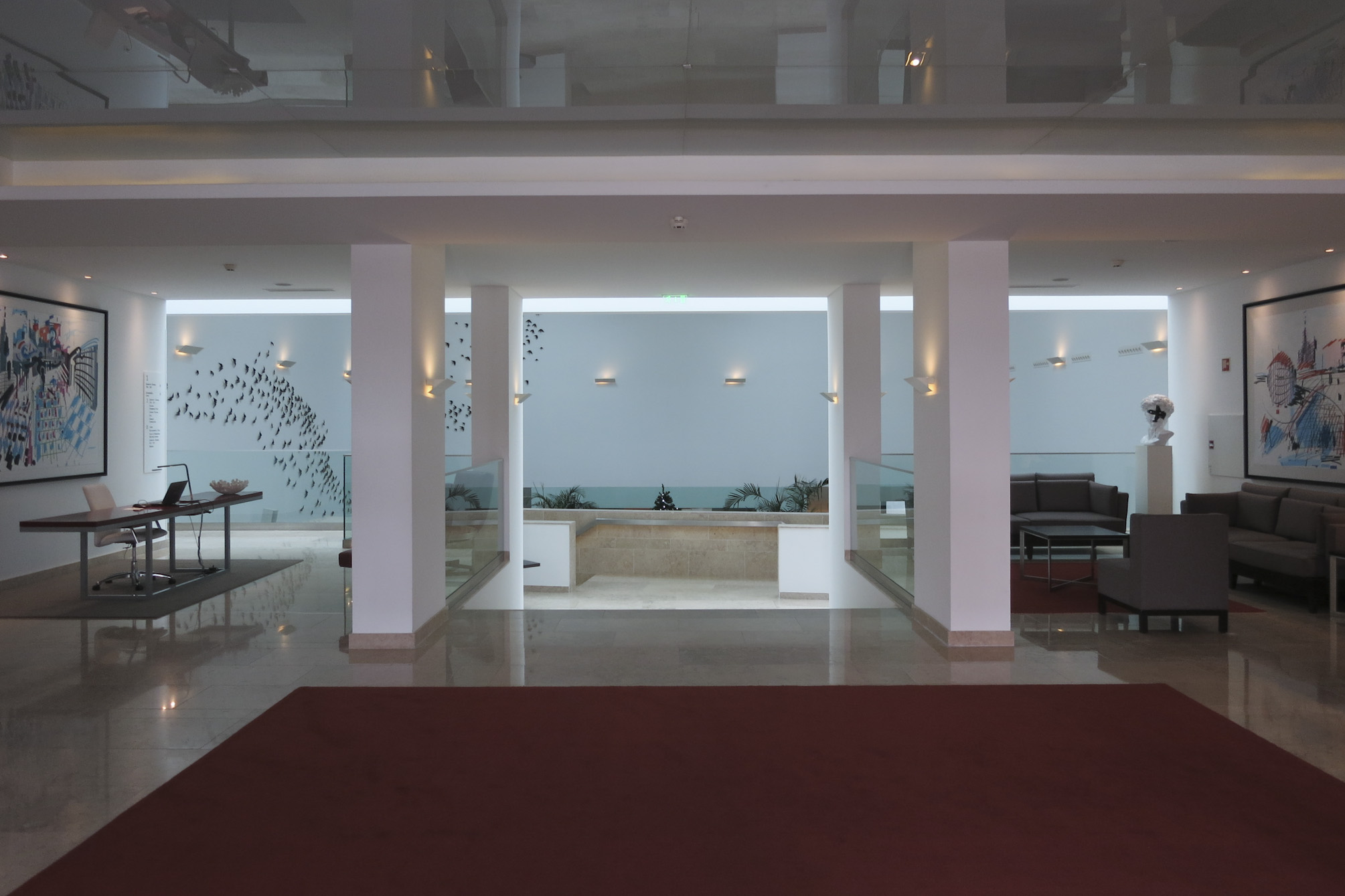
Pousada de Cascais, Cascais
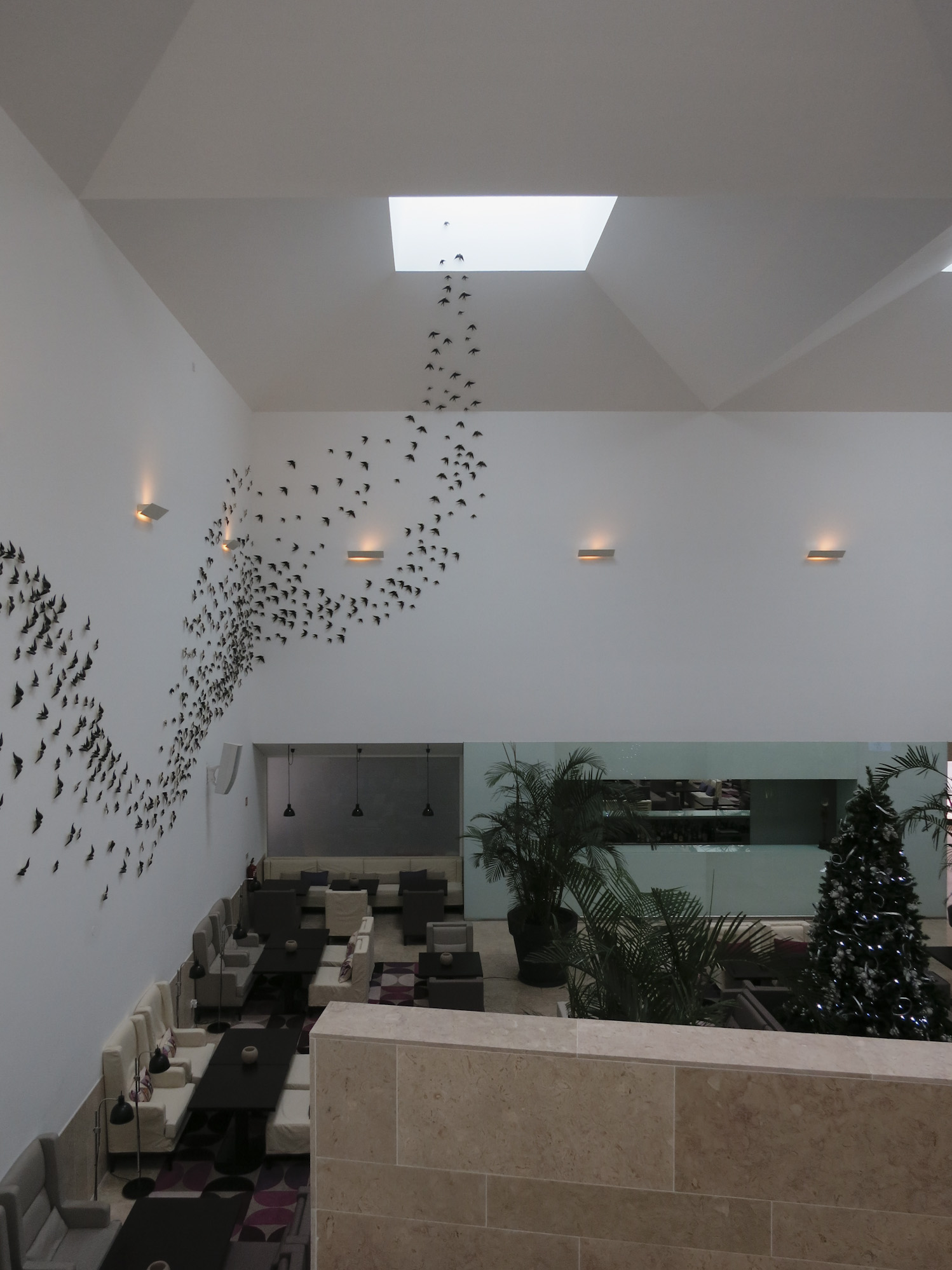
Pousada de Cascais, Cascais
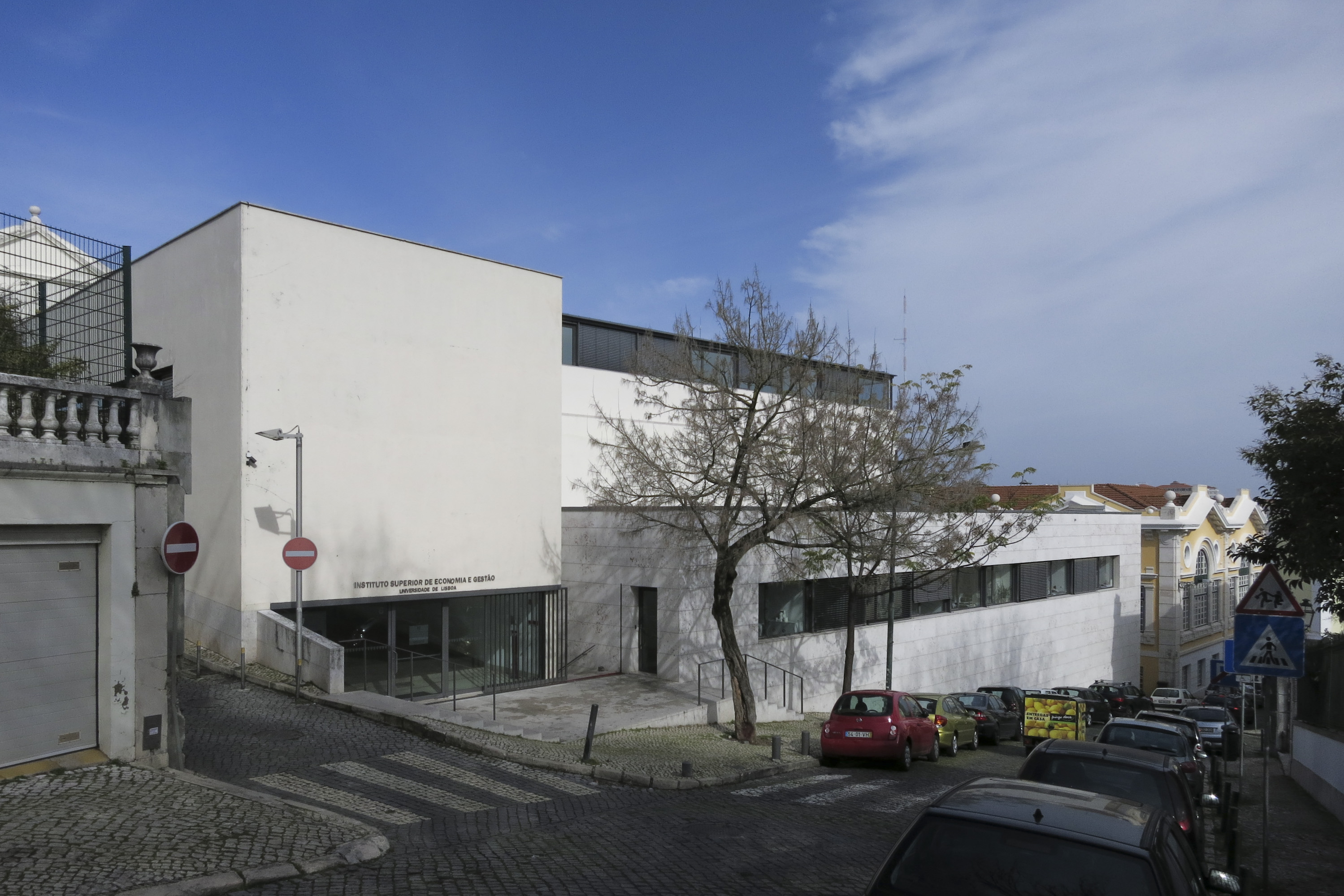
Instituto Superior de Economia e Gestão, Lisboa
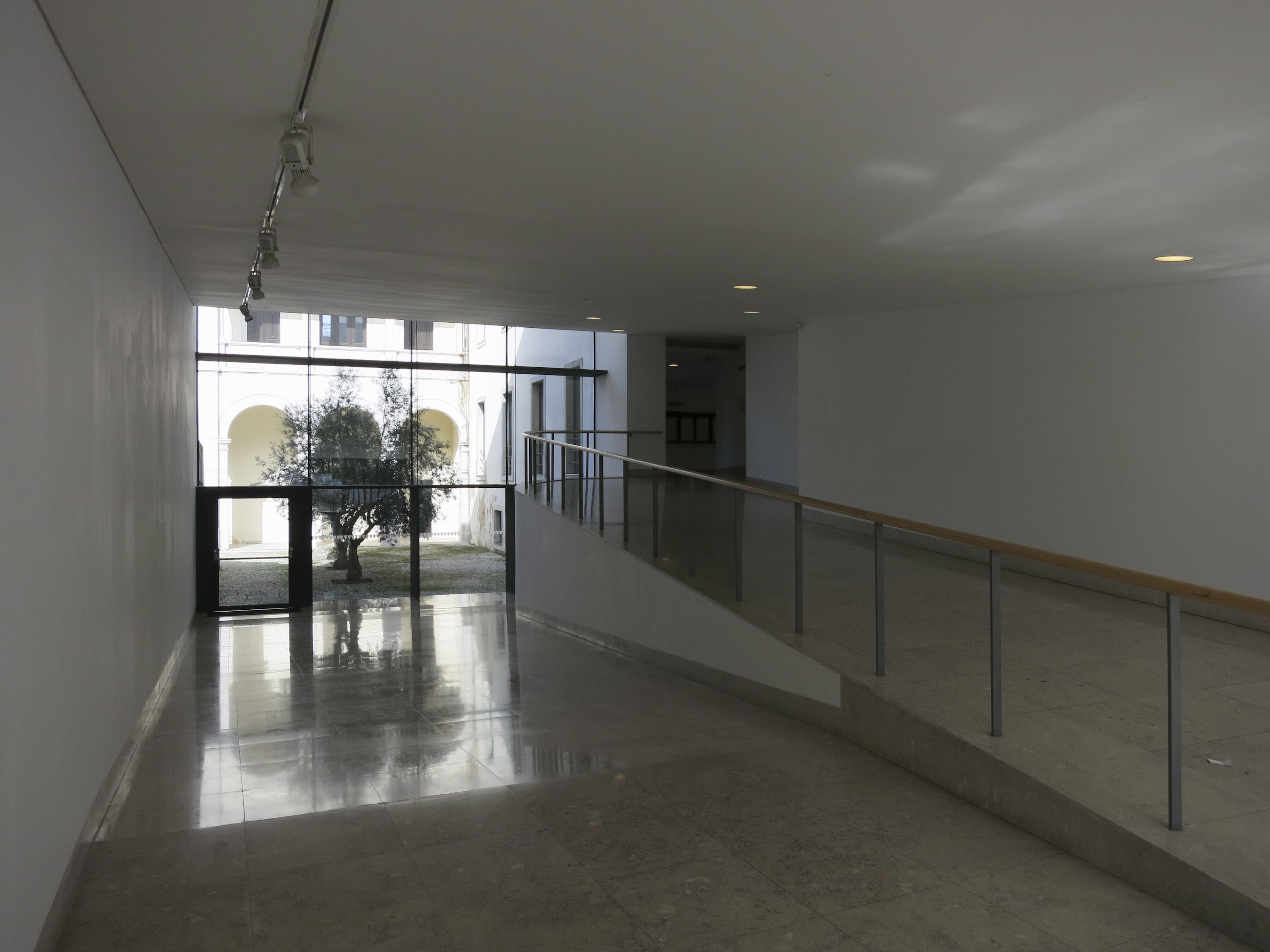
Instituto Superior de Economia e Gestão, Lisboa
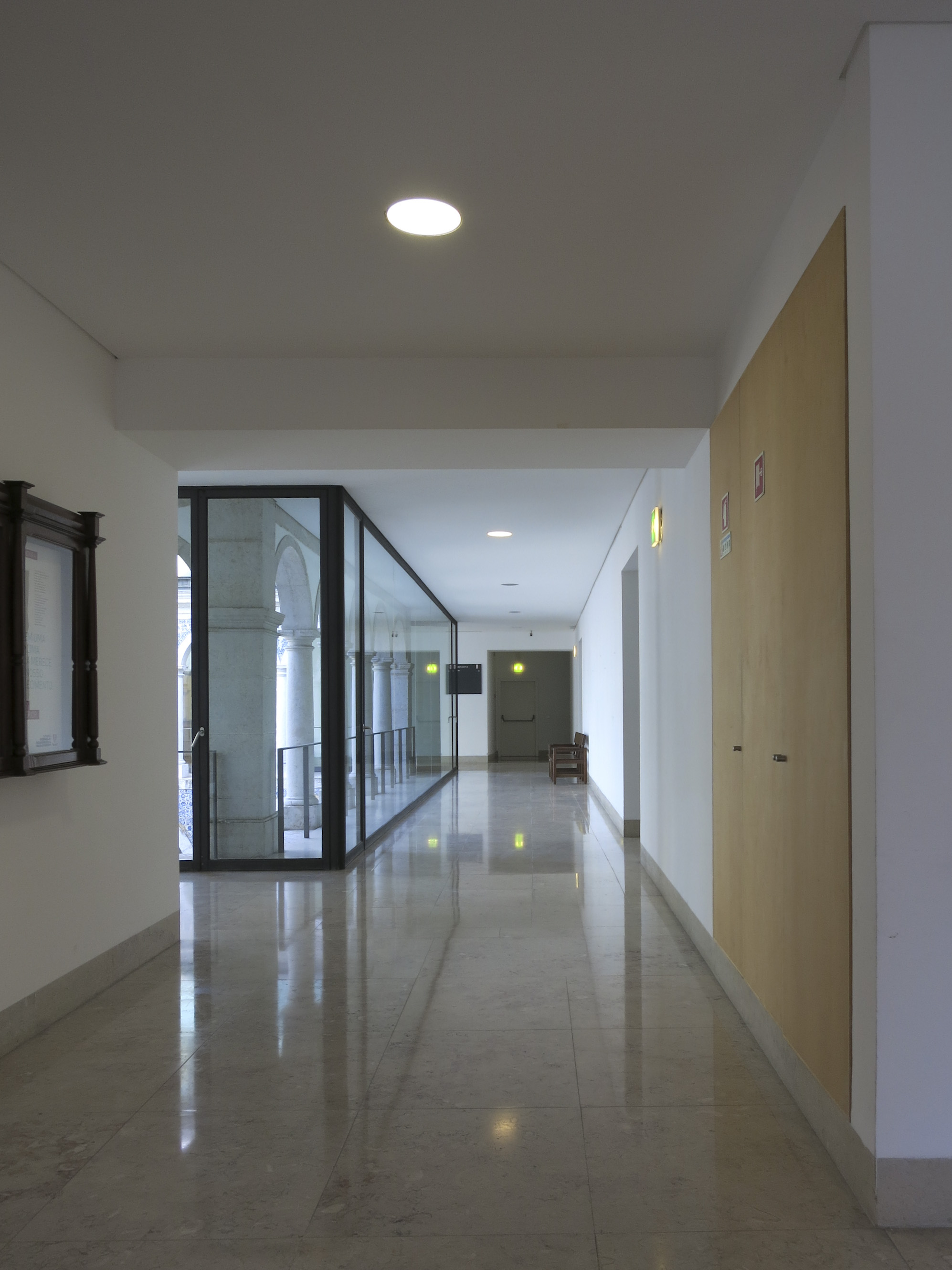
Instituto Superior de Economia e Gestão, Lisboa
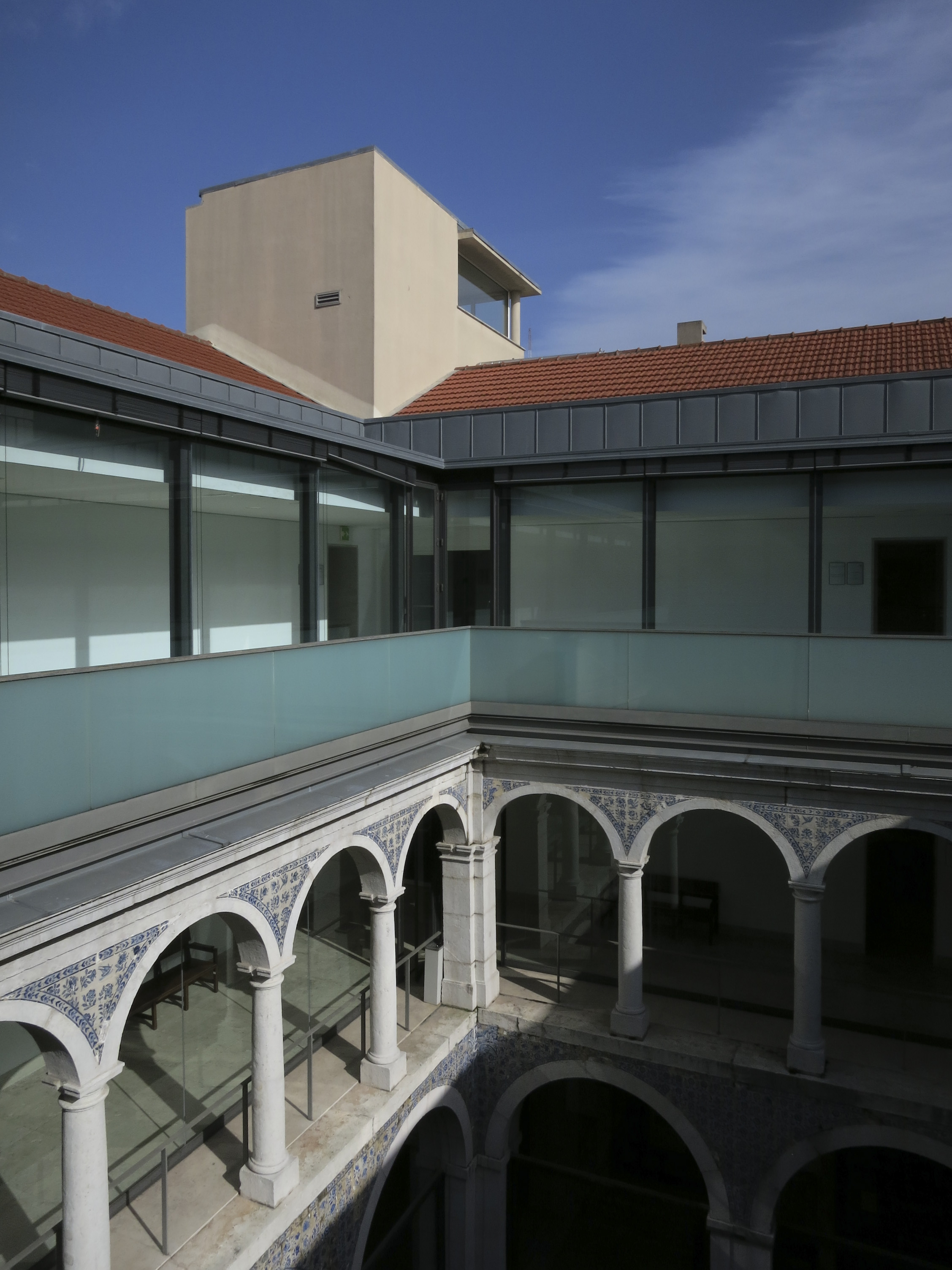
Instituto Superior de Economia e Gestão, Lisboa
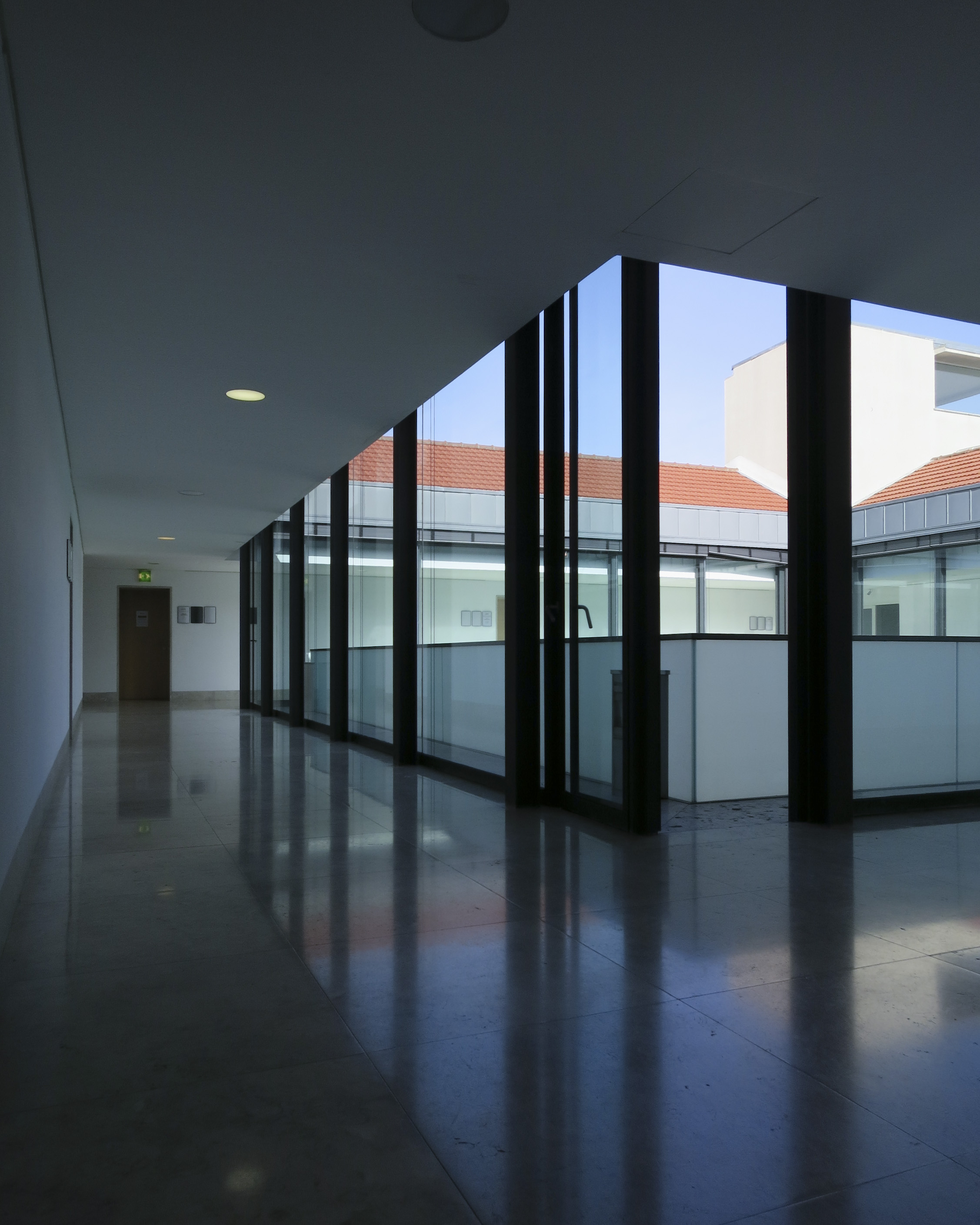
Instituto Superior de Economia e Gestão, Lisboa
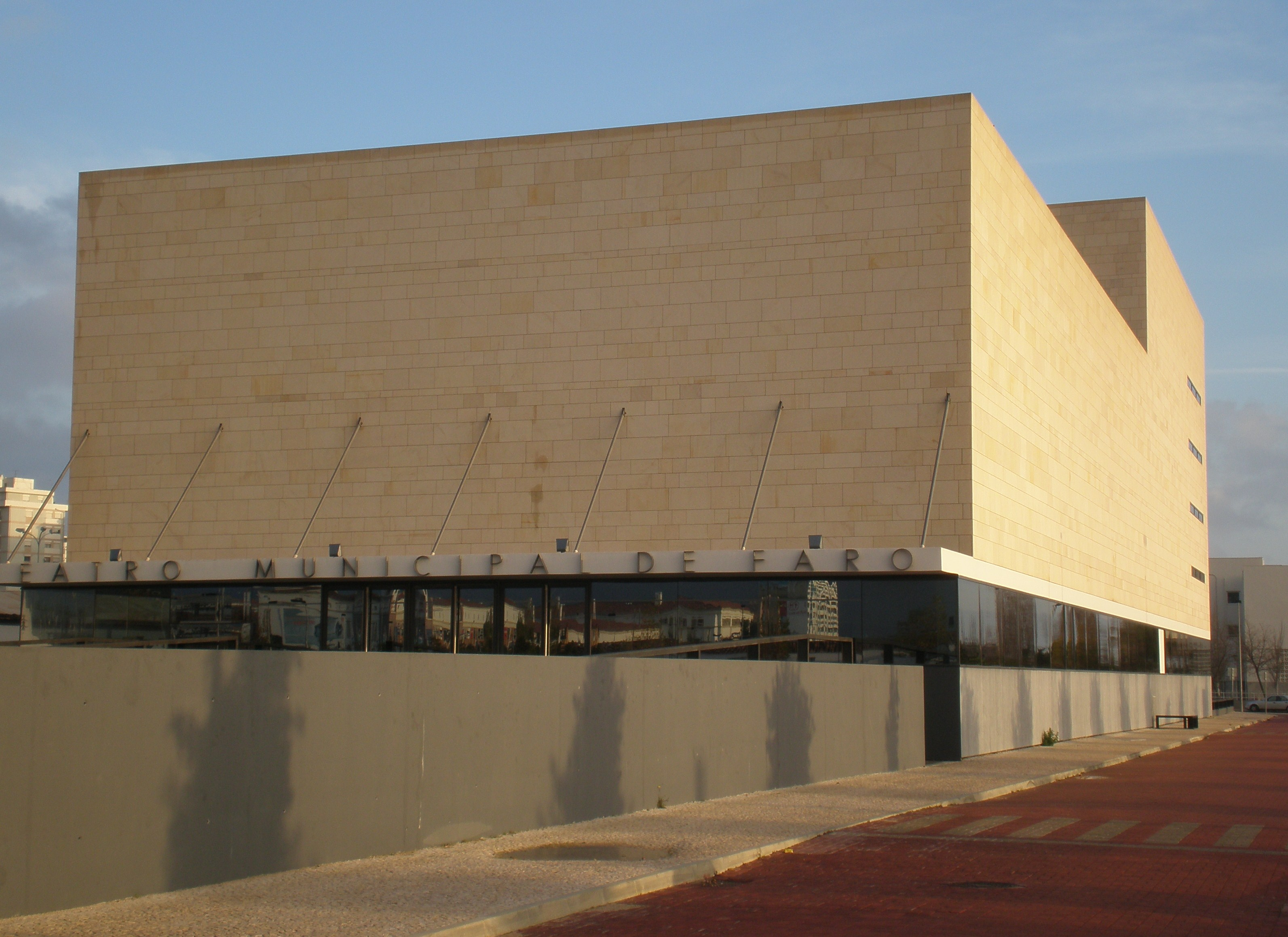
Teatro das Figuras, Faro
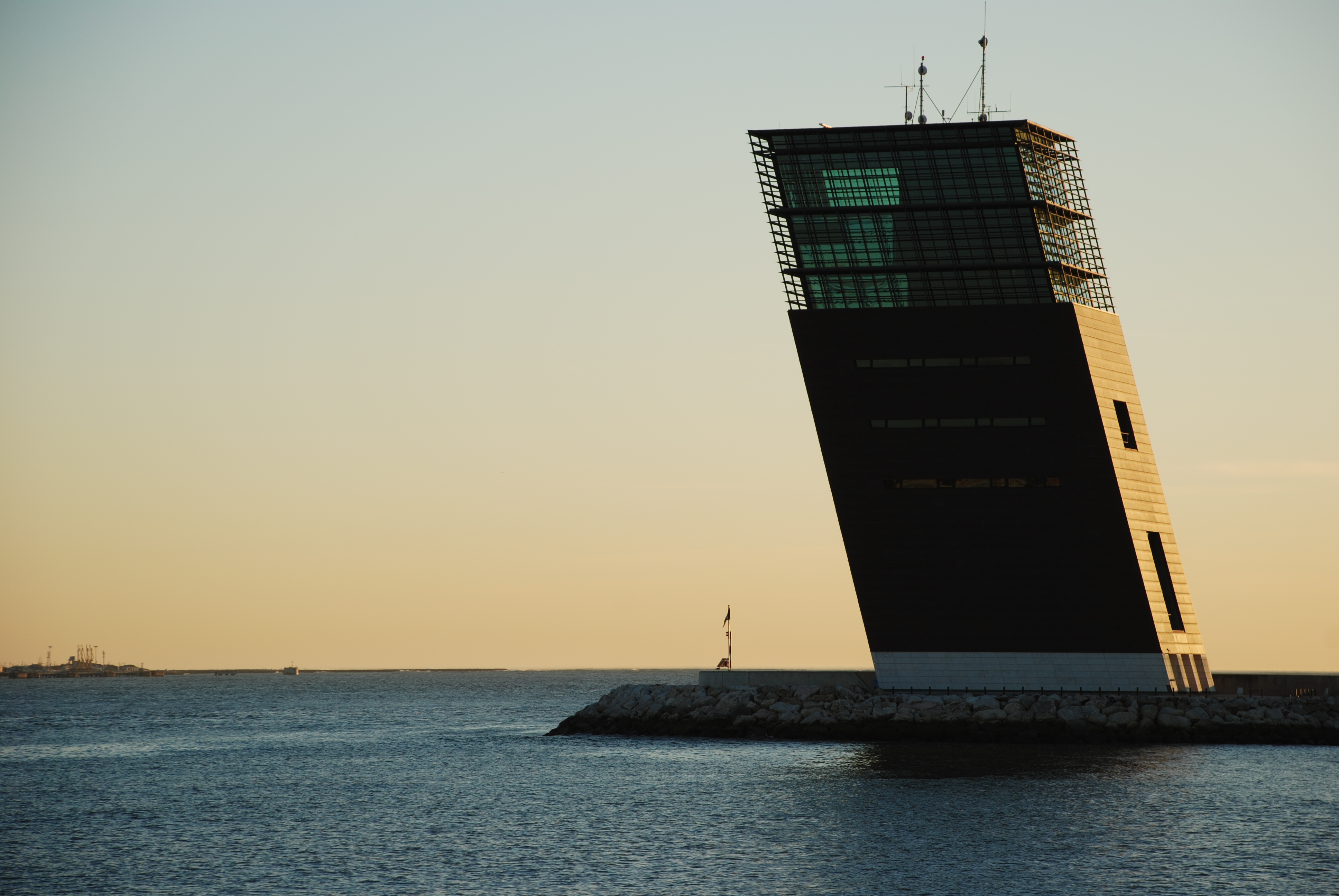
Centro de coordenação e controlo do tráfego marítimo, Lisboa
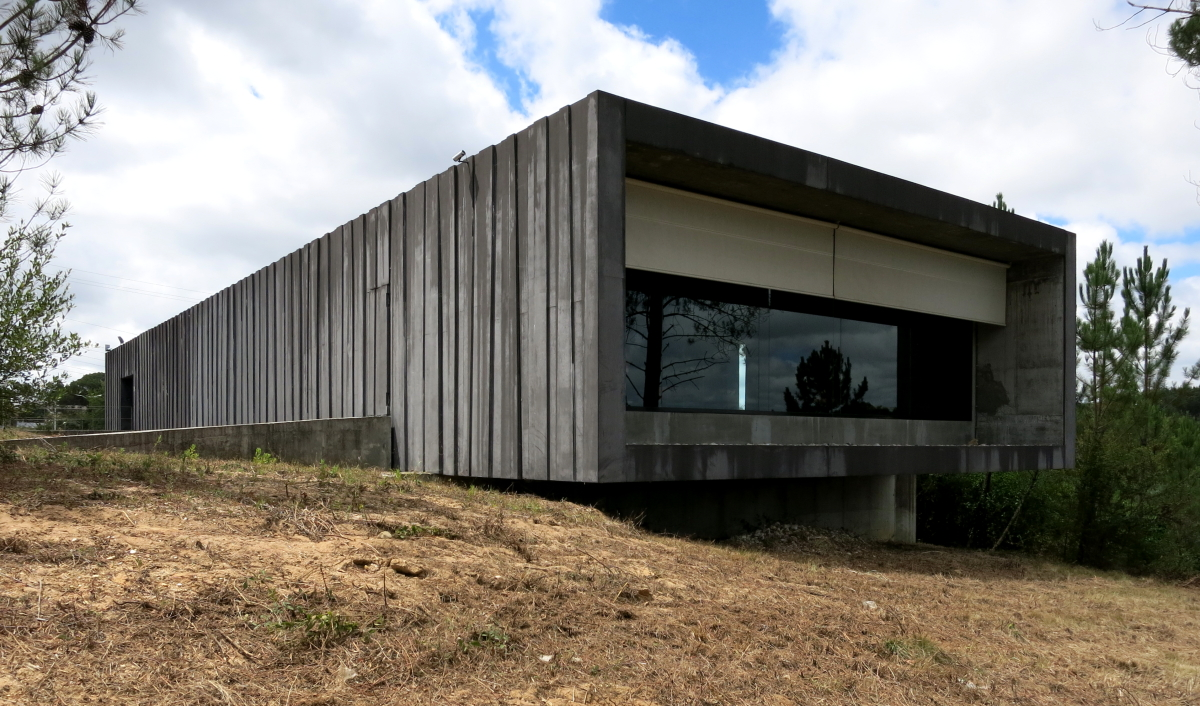
Centro de interpretação da 1ª posição portuguesa na Batalha de Aljubarrota, Batalha
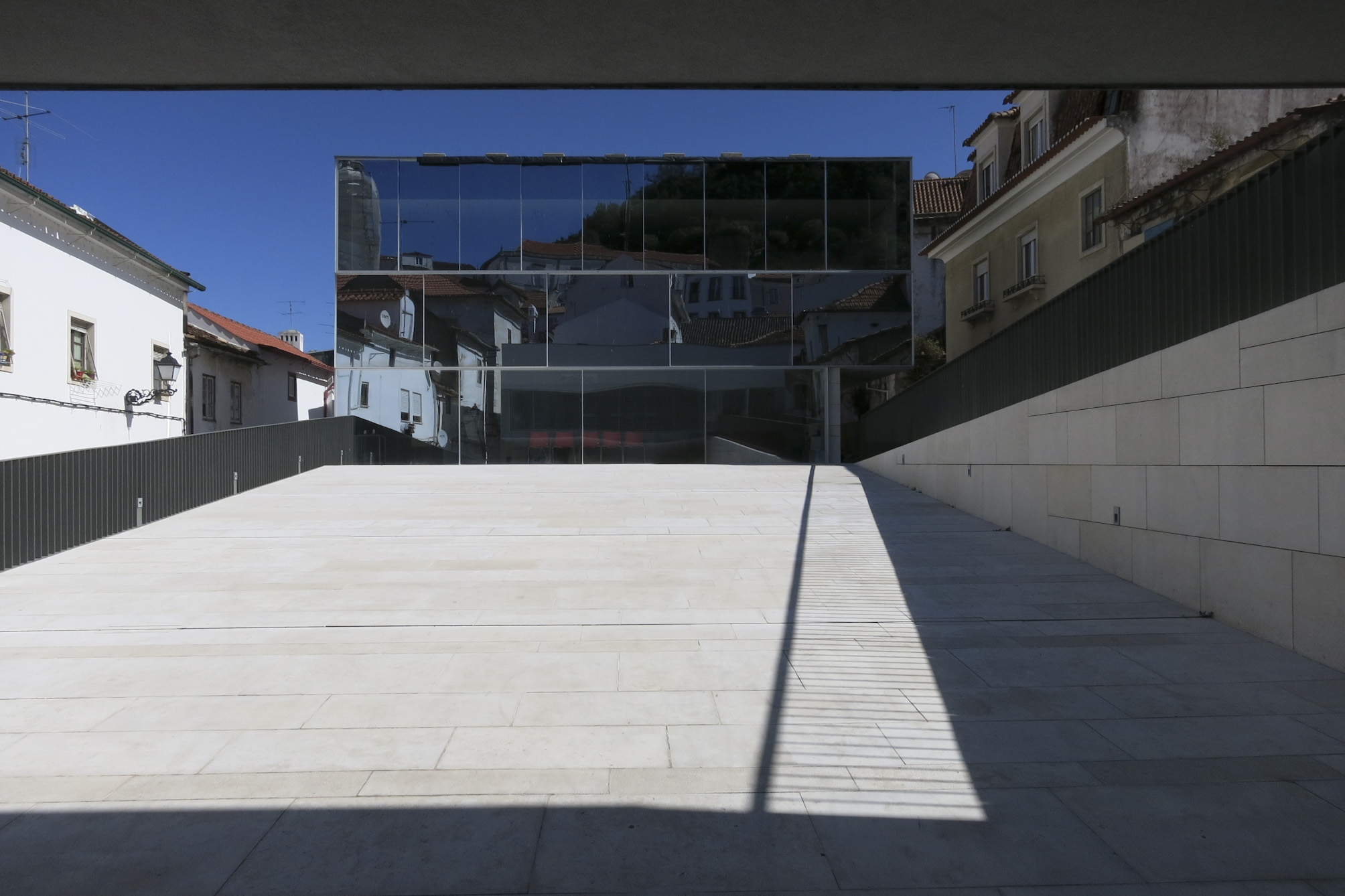
Centro Cívico, Praça Eça de Queiroz, Leiria
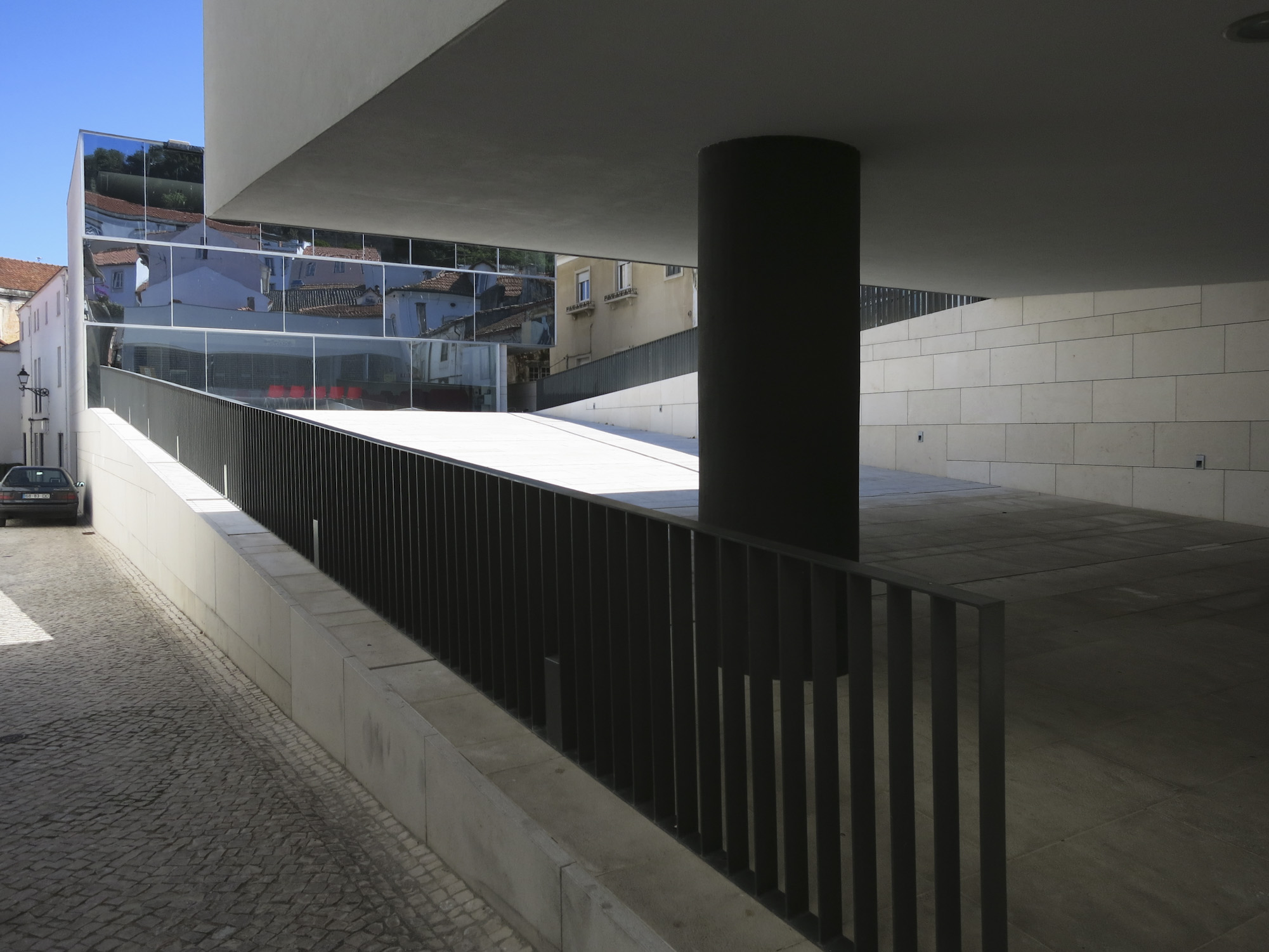
Centro Cívico, Praça Eça de Queiroz, Leiria
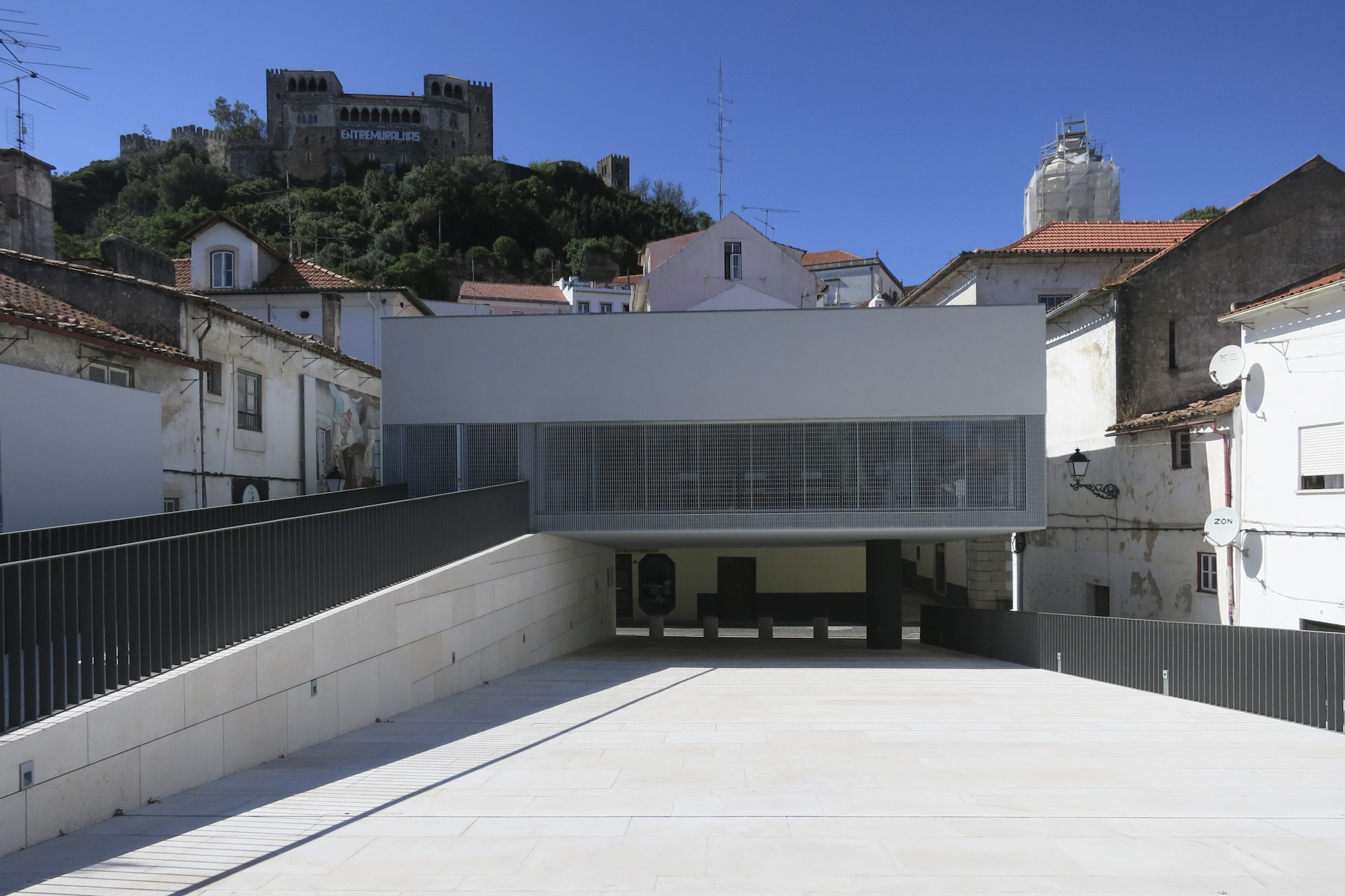
Centro Cívico, Praça Eça de Queiroz, Leiria
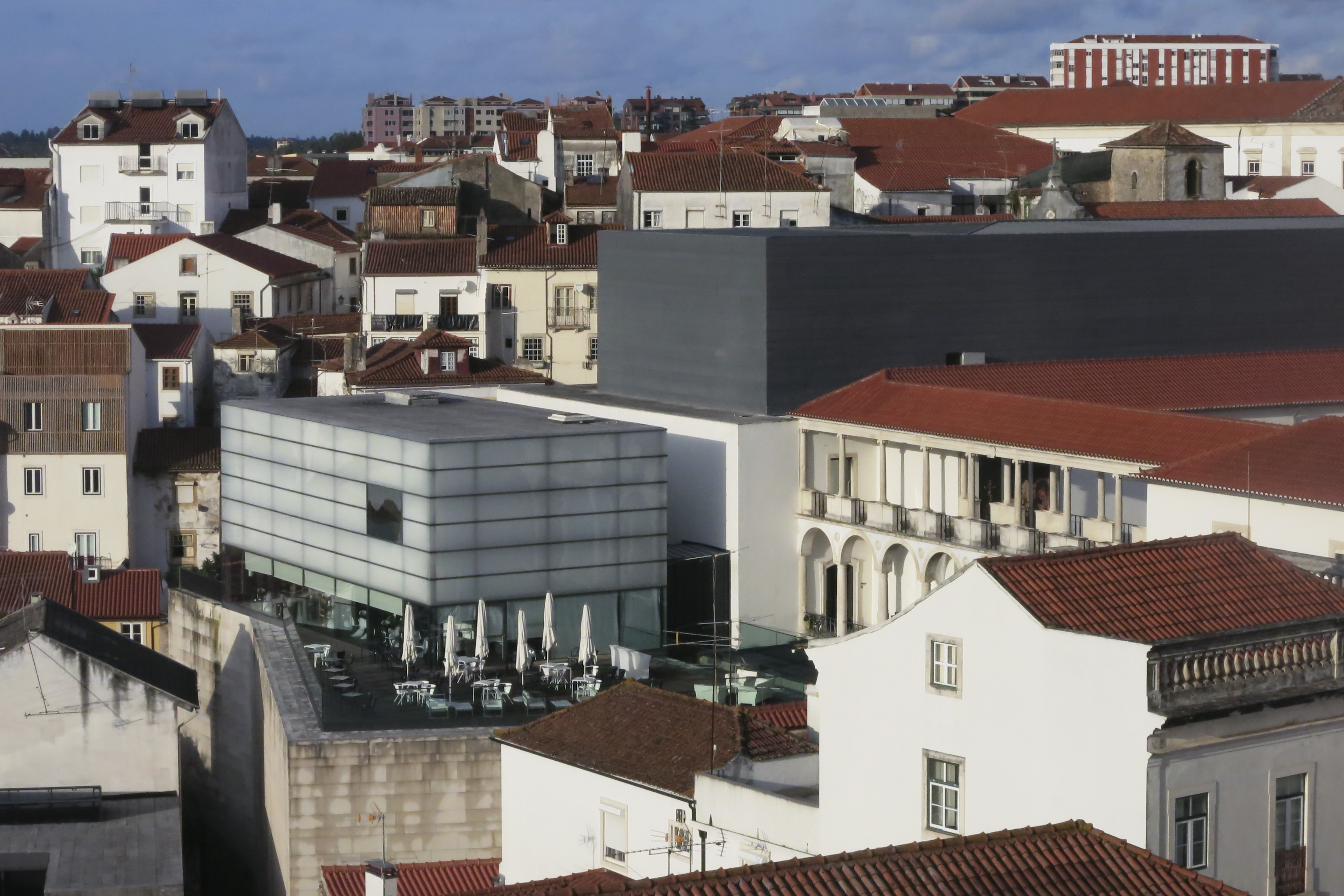
Museu Machado de Castro, Coimbra
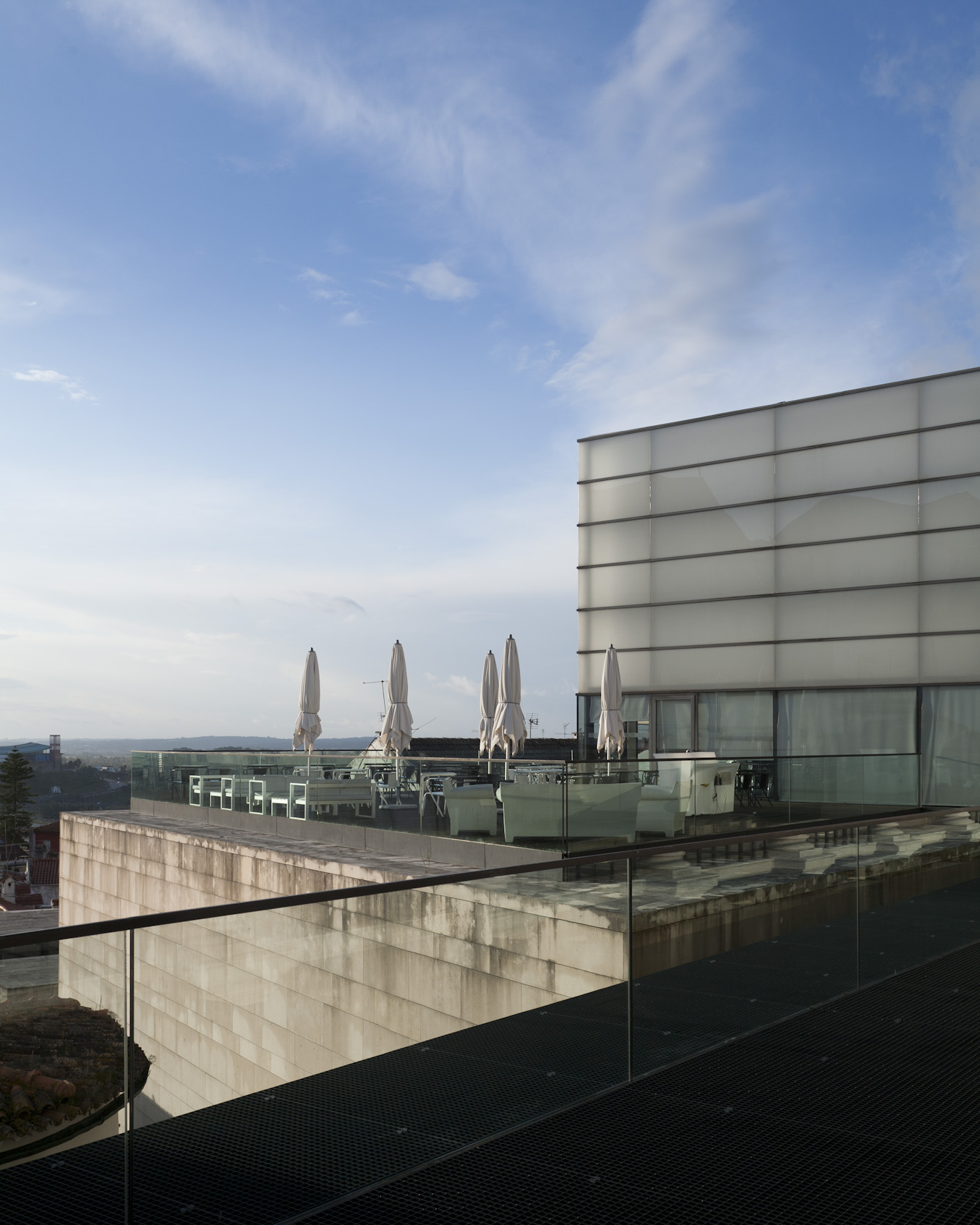
Museu Machado de Castro, Coimbra
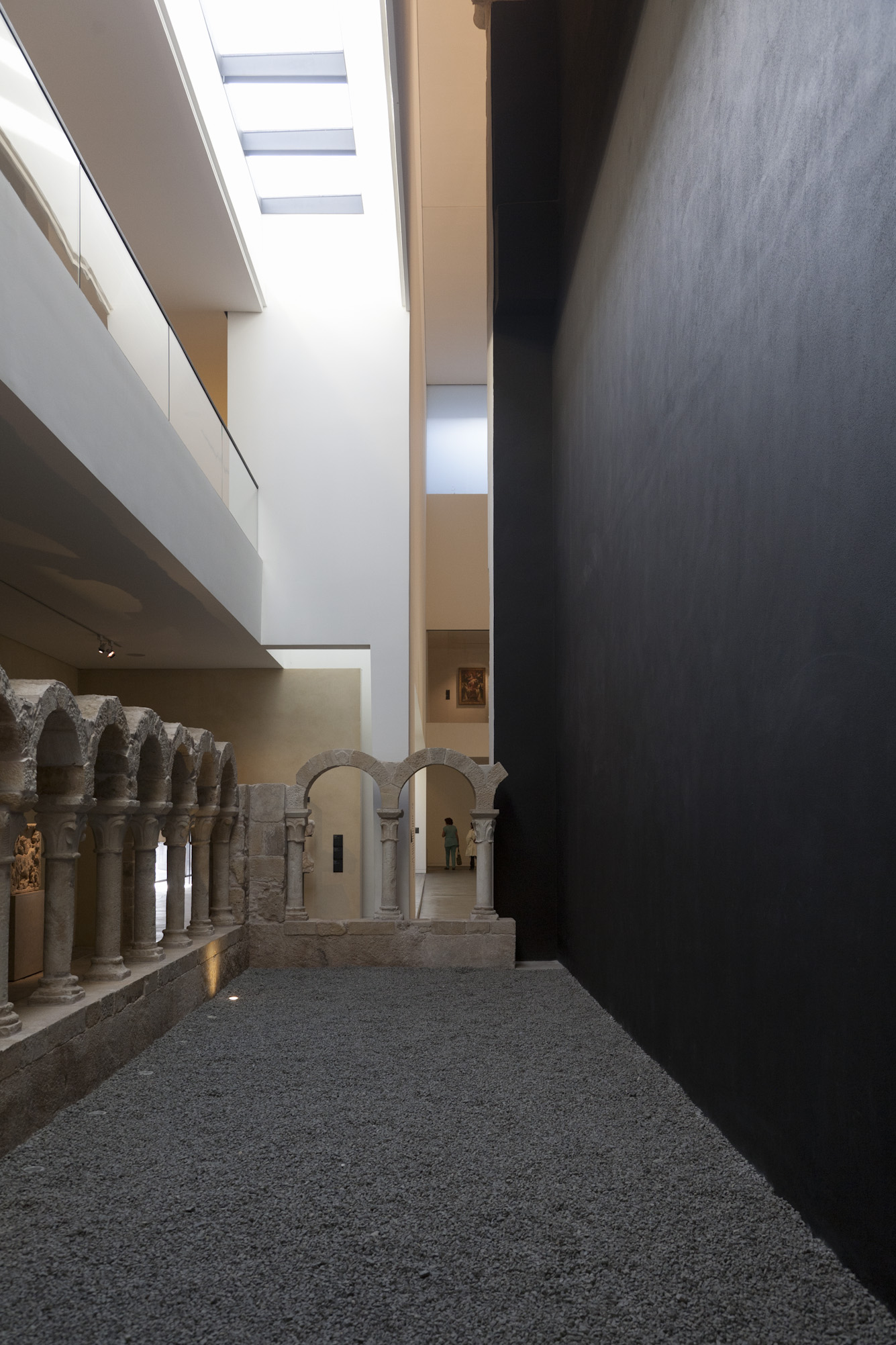
Museu Machado de Castro, Coimbra
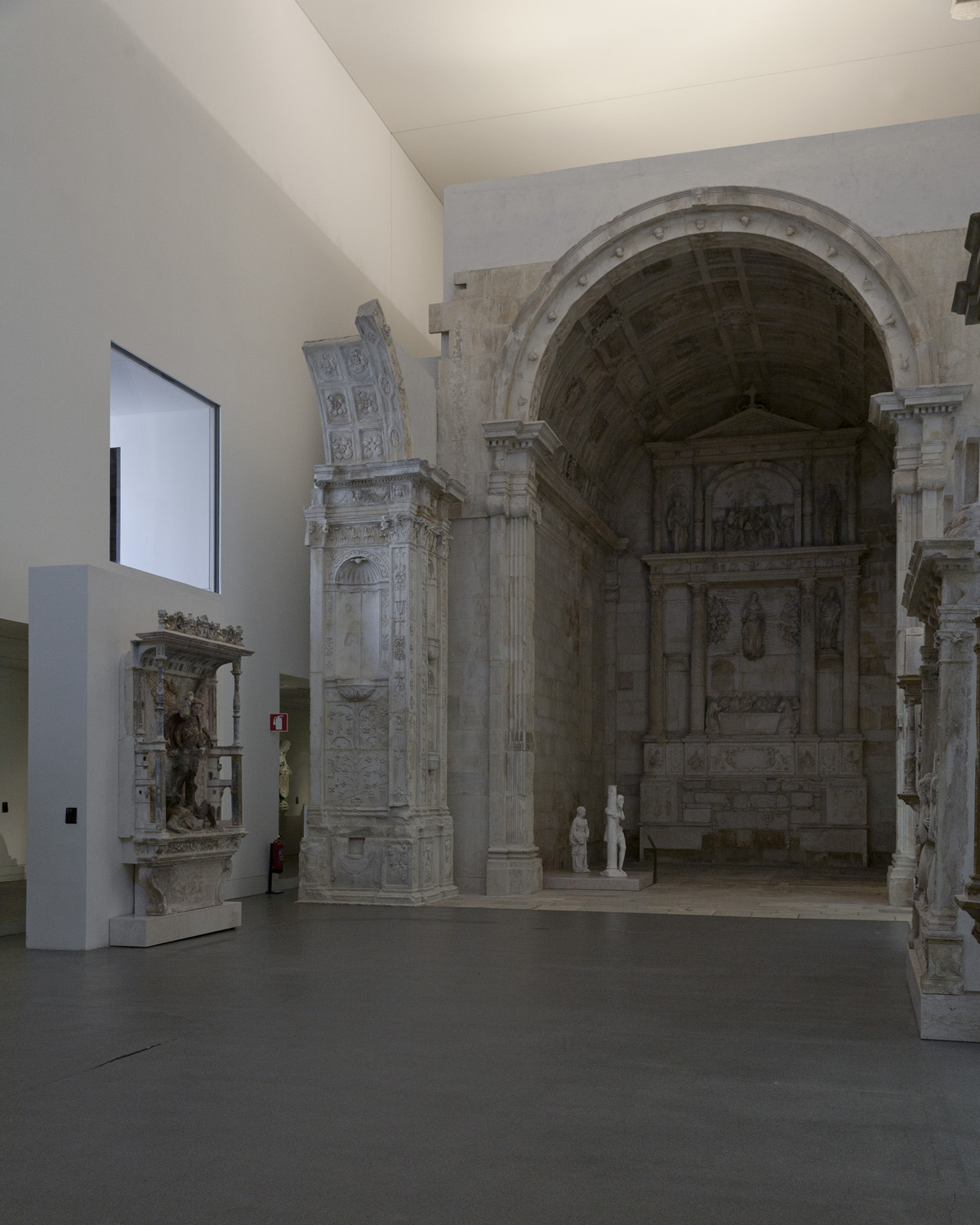
Museu Machado de Castro, Coimbra
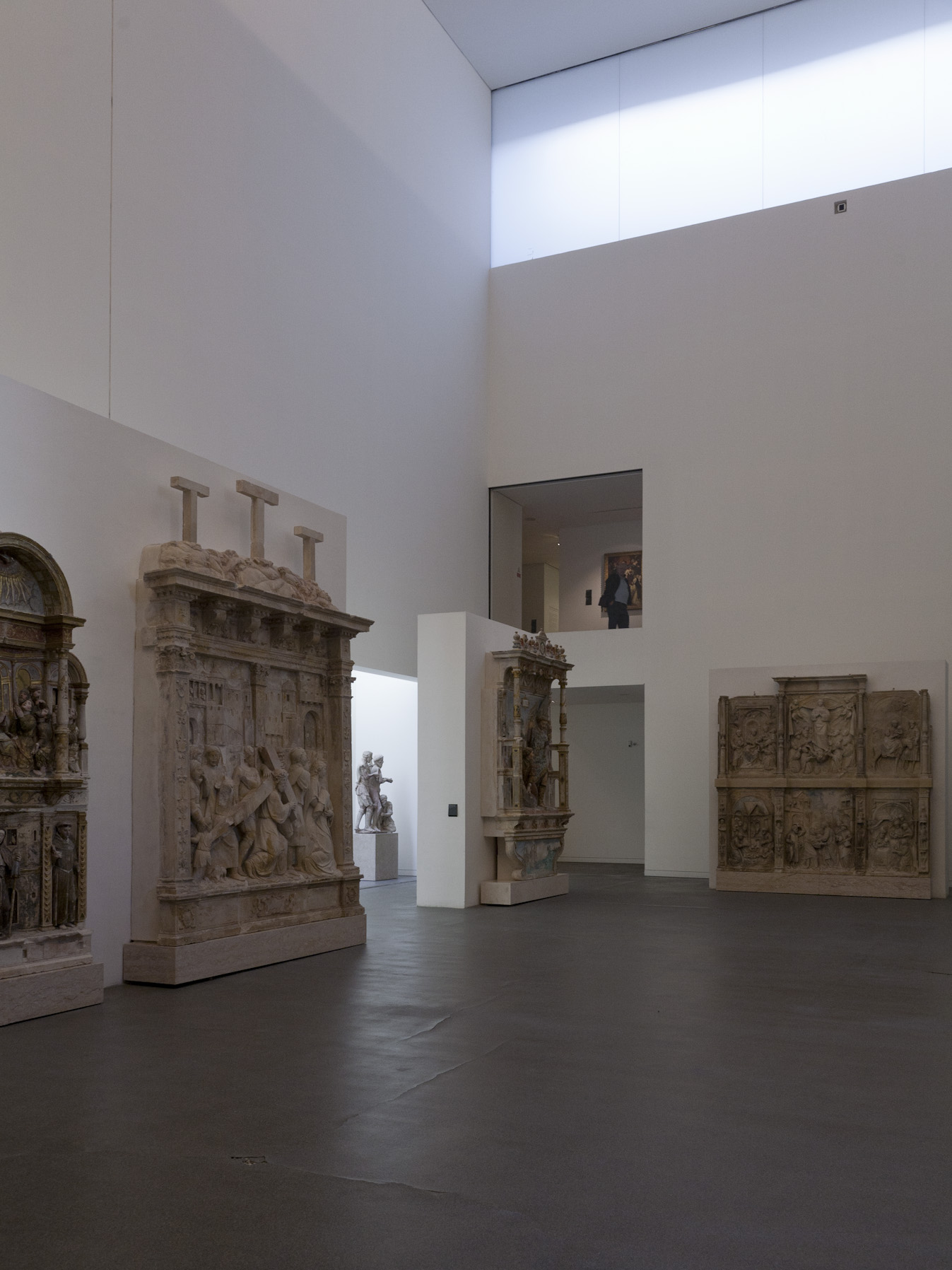
Museu Machado de Castro, Coimbra

## Carreira académica
- 2007/08 Professor convidado na Escuela Técnica Superior de Arquitectura da Universidad de Navarra, Espanha
- 2007/.. Professor convidado na Facoltà di Architecturra di Alghero, Itália
- 2006/07 Professor convidado na Escola Técnica Superior de Arquitectura da Universidad de Navarra, Espanha
- 2005 Professor convidado na Académie d’Architecture de Mendrisio, Suíça
- 2004 Doutor Honoris Causa, pela Faculdade de Arquitectura da Universidade Técnica de Lisboa
- 2001/02 Professor convidado na Universidade de Lovaina, na Bélgica
- 2000/01 Professor convidado na Académie d’Architecture de Mendrisio, Suíça
- 2000/01 Professor convidado na Universidade Autónoma de Lisboa
- 2000/02 Professor convidado na Escola Técnica Superior de Arquitectura de la Universidad de Navarra, em Pamplona, Espanha
- 1999/01 Professor convidado na Harvard University, nos Estados Unidos da América
- 1998/99 Professor convidado em Graz, na Áustria
- 1995 Professor convidado no Instituto Universitário di Architettura di Venezia, Veneza, Itália
- 1995 Professor convidado no Seminário da École d'Architecture de Nancy, em França
- 1994/95 Professor convidado no Département d'Architecture da École Polytechnique Federale de Lausanne, na Suíça
- 1994 Professor convidado no IV Laboratori d'Urbanisme de les Ciutats / "Projectar la Perifèria", em Barcelona, Espanha
- 1992/94 Professor convidado na Universidade de Lovaina, na Bélgica
- 1992/… Professor convidado no Departamento de Arquitectura da Faculdade de Ciências e Tecnologia da Universidade de Coimbra
- 1991/93 Professor convidado no Seminário Internacional de Projecto "Architettura e Cittá", em Nápoles, na Itália
- 1990/91 Professor convidado no Département d'Architecture da École Polytechnique Federale de Lausanne, na Suíça
- 1986/88 Regente da cadeira Arquitectura II do Curso de Arquitectura da Cooperativa Árvore, no Porto

## Prémios e distinções
- 2024 Menção Honrosa do Prémio Valmor 2018 - Requalificação do Largo da Igreja da Memória[1]
- 2008 Prémio Municipal de Arquitectura "Diogo Castilho" pela Câmara Municipal de Coimbra
- 2006 Finalista para o Prémio Europeu do Espaço Público Urbano (CCCB, Barcelone), (IFA,Paris), (NAI,Rotterdam), (AZW, Vienne), (AF, Londres), (MFA, Helsinki)
- 2005 Prémio "Conde De Oeiras", atribuído pela Câmara Municipal de Oeiras
- Prémio Valmor 2000, atribuído pela Câmara Municipal de Lisboa
- 2000 Medalha de Ouro da Academia de Arquitectura de França
- 2002 Prémio "TECU Architecture Award" da KM Europa Metal AG
- 2001 Prémio "A Pedra na Arquitectura", da Ordem dos Arquitectos Portugueses
- 1995 Prémio Aquisição/Arquitectura, destinado a consagrar uma obra considerada relevante no contexto da cultura nacional
- 1993 Prémio Nacional de Arquitectura, A.A.P./M.A.R.N. - Relação com o sítio, e Menção Honrosa na categoria de edifício isolado
- 1988 Prémio A.I.C.A. / S.E.C., (Secção Portuguesa da Associação Internacional dos Críticos de Arte / Secretaria de Estado da Cultura), pelo conjunto da obra realizada
- 1988 Prémio Nacional de Arquitectura, A.A.P./ S.E.C. (Associação dos Arquitectos Portugueses e Secretaria de Estado da Cultura)

Ordens honoríficas
- Grande-Oficial da Ordem do Infante D. Henrique (9 de Junho de 1995)[3]
- Grande-Oficial da Antiga, Nobilíssima e Esclarecida Ordem Militar de Sant'Iago da Espada, do Mérito Científico, Literário e Artístico (18 de Janeiro de 2006)[3]